# Mobiltelefon

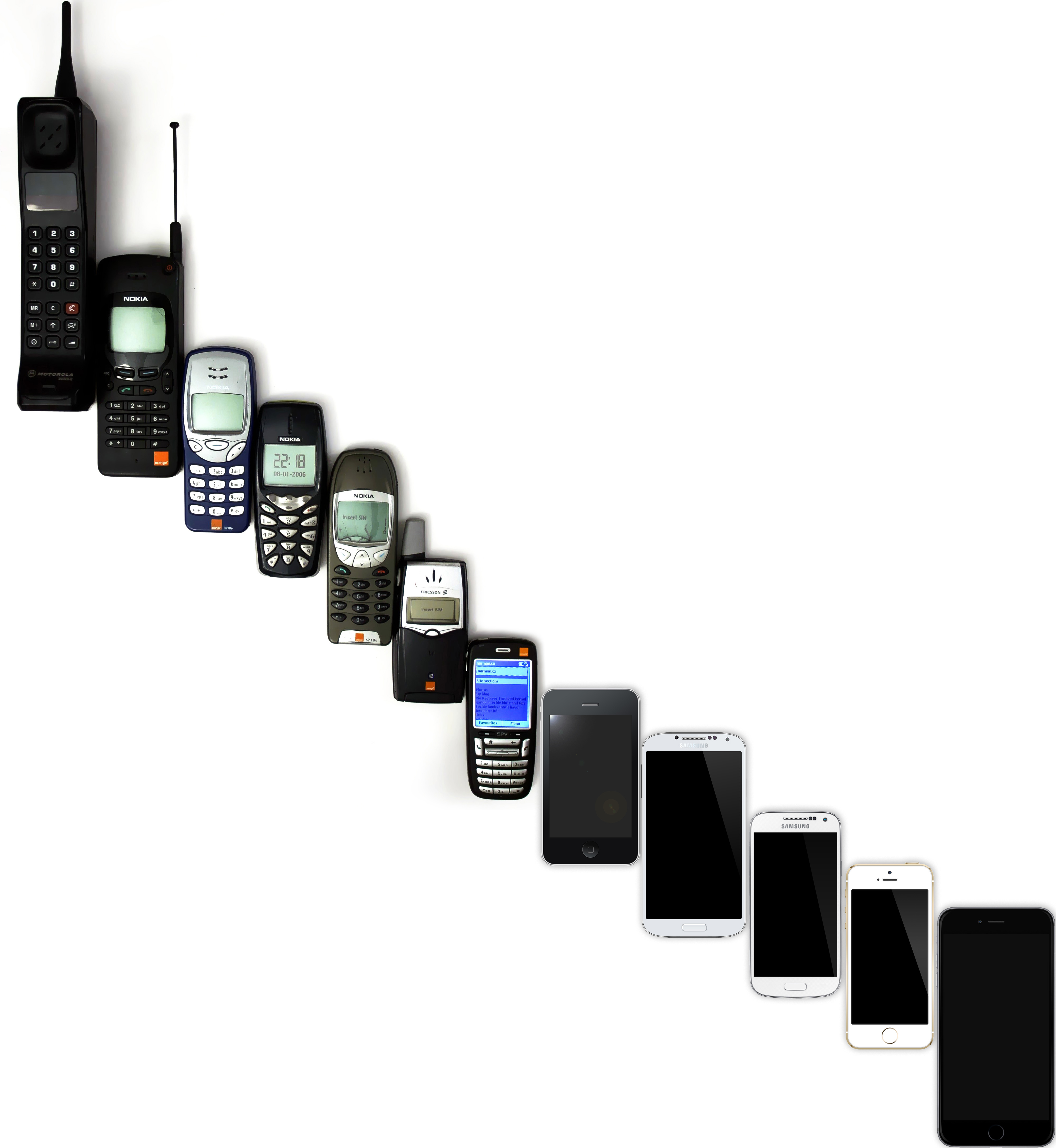
Entwicklung von Mobiltelefonen (1992 bis 2014)

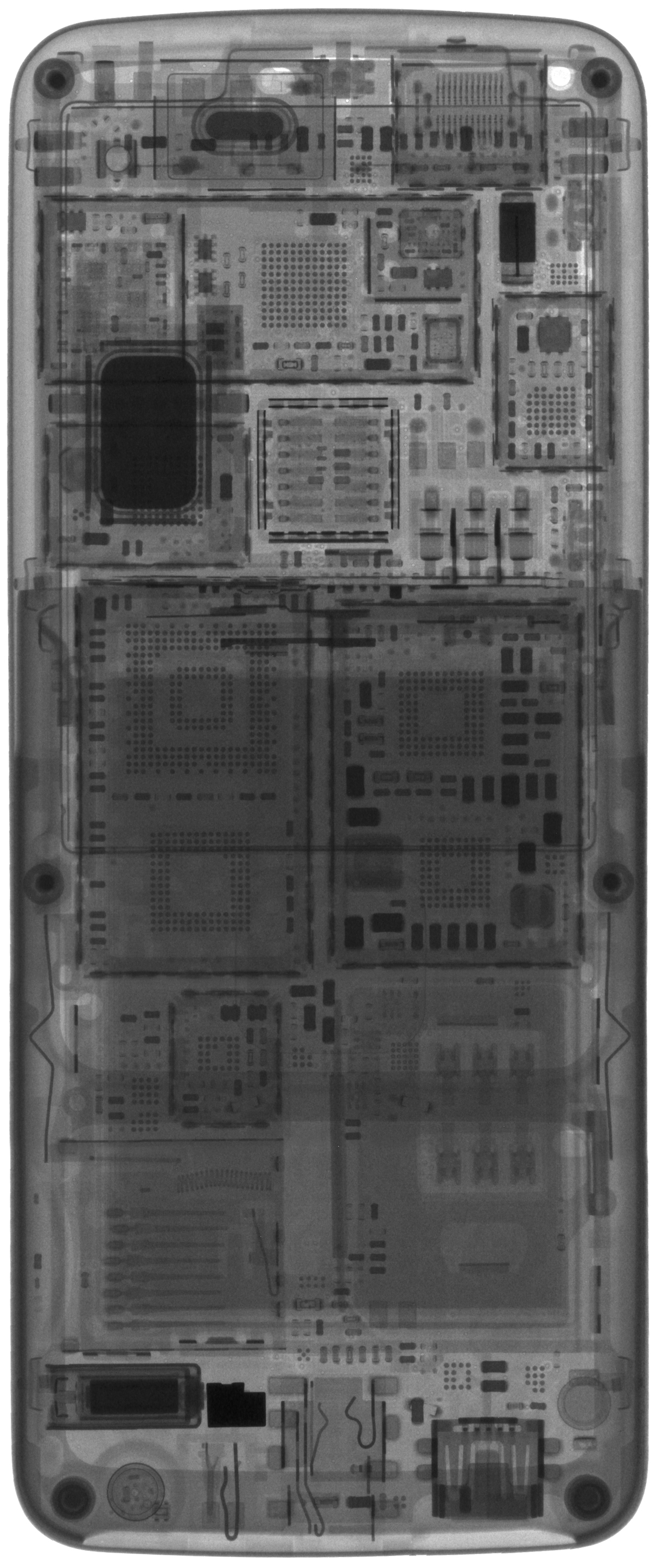
Mobiltelefon Nokia 6300 mit Kamera im Röntgenbild

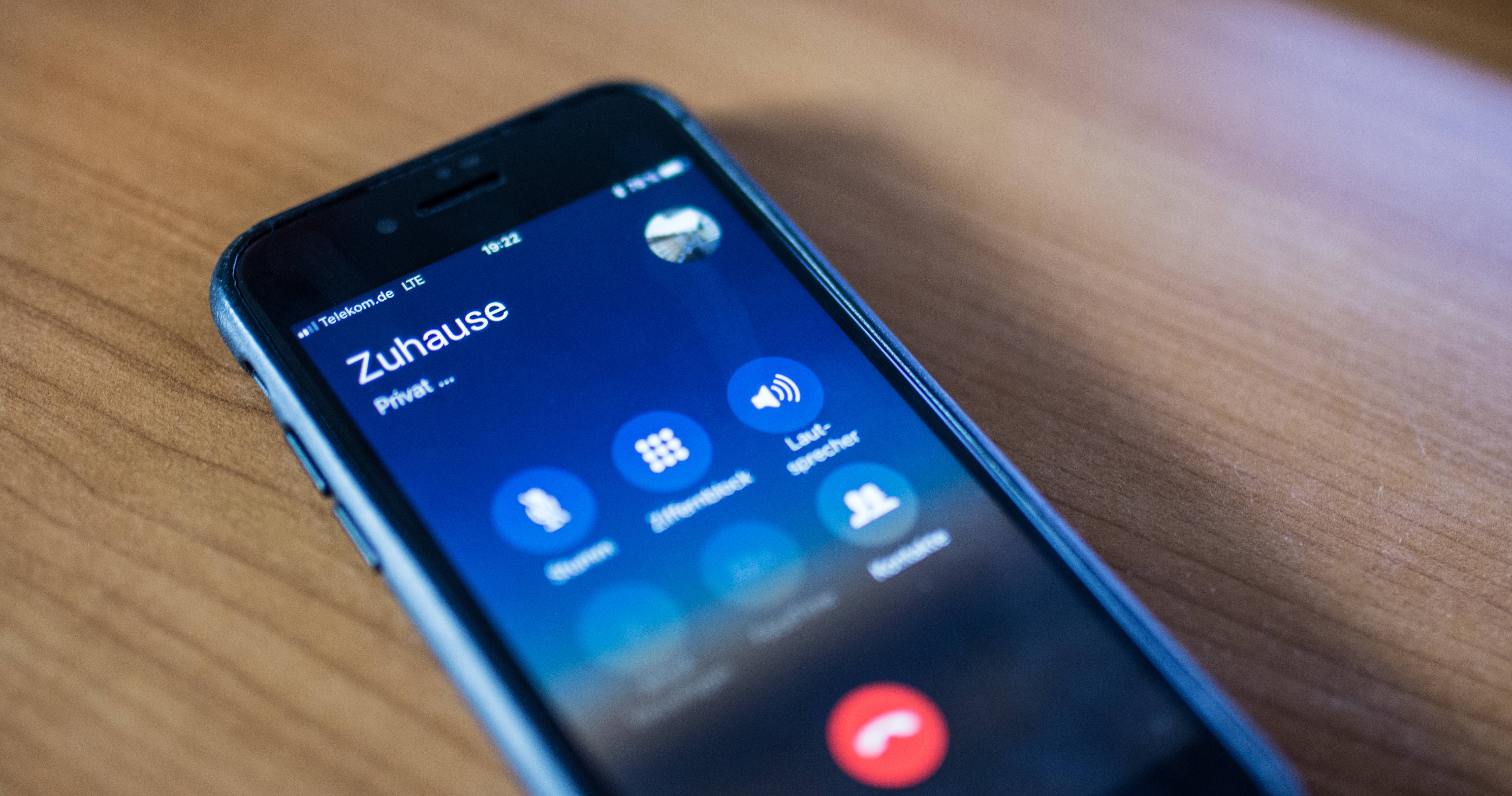
Aktives Telefonat auf einem iPhone

Ein Mobiltelefon, im deutschsprachigen Raum auch Handy, früher auch Funktelefon, Antennentelefon, Handtelefon oder GSM-Telefon (nach dem Mobilfunkstandard GSM), in der Schweiz auch Natel genannt, ist ein tragbares Telefon, das über Funk mit dem Telefonnetz kommuniziert und daher ortsunabhängig eingesetzt werden kann. Im Jahre 2013 wurden weltweit erstmals mehr internetfähige Mobiltelefone mit berührungsempfindlichen Bildschirmen (Smartphones) als herkömmliche Mobiltelefone verkauft. Die drei größten Hersteller von Smartphones weltweit waren im Jahr 2015 Samsung, Apple und Huawei, danach folgten Lenovo, Xiaomi, ZTE, LG, Oppo und TCL. Die herkömmlichen Mobiltelefone werden heute überwiegend als Feature-Phones für einen kleinen Markt verkauft, zum Beispiel in Entwicklungsländern und Schwellenländern oder für Menschen, die möglichst einfach bedienbare Geräte mit langer Akkulaufzeit nutzen wollen.
Ein kabelloses Telefon, das sich per Funk zur Basisstation mit dem Festnetz verbindet, wird nicht als Mobiltelefon oder Handy, sondern als Schnurlostelefon bezeichnet.

## Geschichte

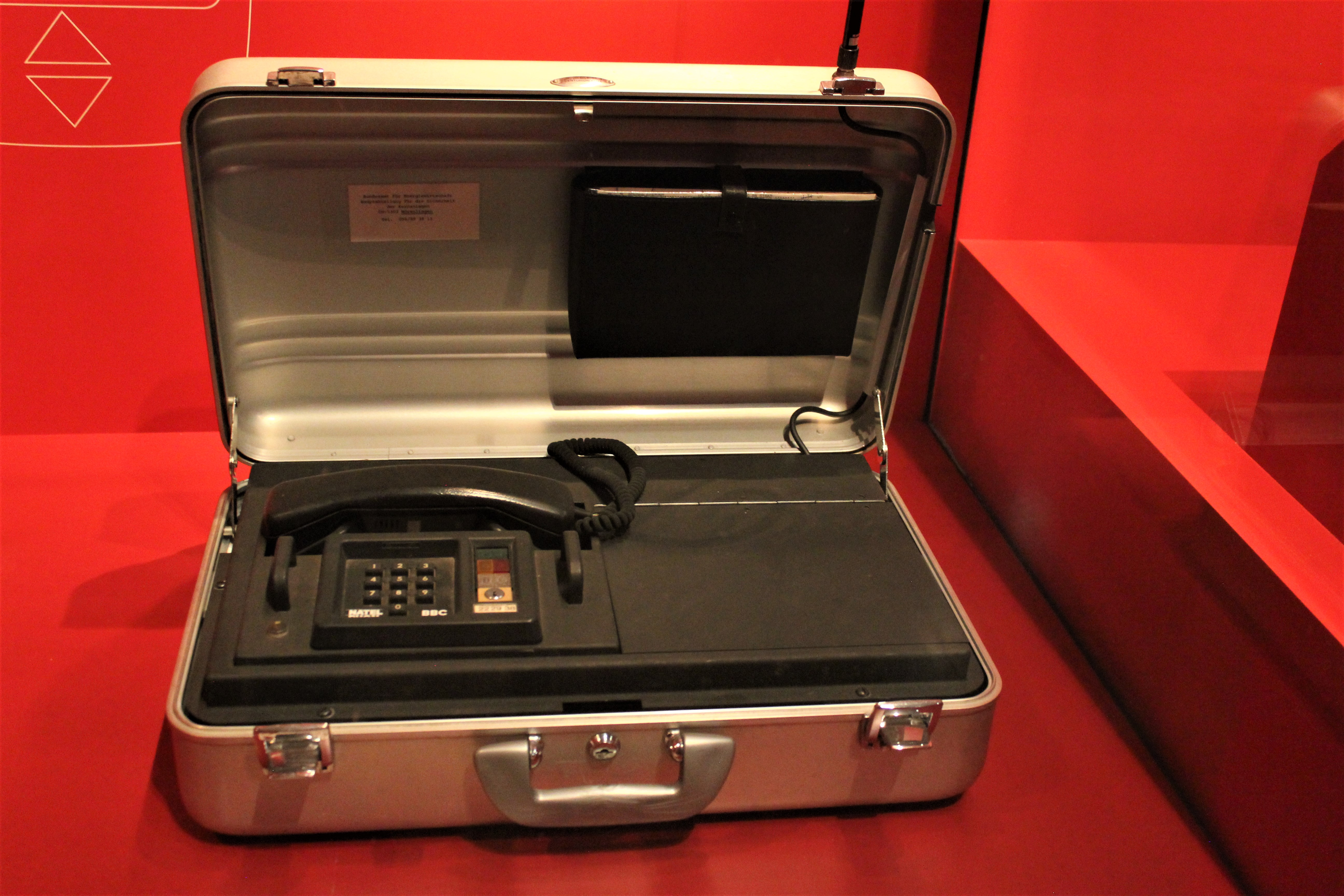
Natel A, ein Mobiltelefon der ersten Generation

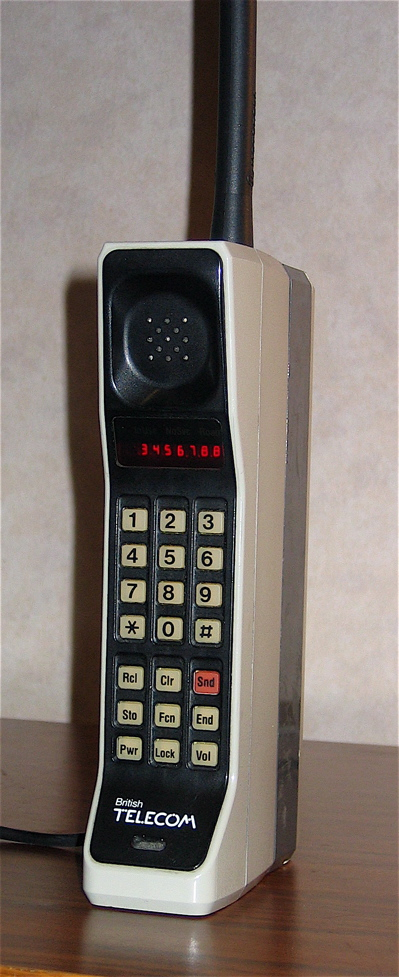
Das DynaTAC 8000X, ein frühes kommerzielles Mobiltelefon

Vor den Geräten, die heute als Mobiltelefon bezeichnet werden, gab es einige Vorläufer. Die Entwicklung des Mobilfunks begann mit dem Versuch der Huth-Gesellschaft im Jahre 1923 mit einem Telefondienst in Zügen der Deutschen Reichsbahn und Reichspost auf der Strecke zwischen Hamburg und Berlin. Dieser Telefondienst wurde nur den Reisenden der 1. Klasse angeboten.
Schon früh äußerten Künstler und Schriftsteller ihre Phantasien über die möglichen Auswüchse der Mobiltelefonie. In der Utopischen Anthologie des Berliner Journalisten und Mitbegründer der Berliner Morgenpost, Arthur Brehmer, Die Welt in 100 Jahren beschreibt Robert Sloss: „Die Bürger der drahtlosen Zeit werden überall mit ihrem ‚Empfänger‘ herumgehen, einerlei, wo er auch sein wird, er wird bloß den ‚Stimm-Zeiger‘ auf die betreffende Nummer einzustellen brauchen, die er zu sprechen wünscht, und der Gerufene wird sofort seinen Hörer vibrieren oder das Signal geben können, wobei es in seinem Belieben stehen wird, ob er hören oder die Verbindung abbrechen will.“
Gustav Hochstetter  beschreibt 1913 einen gestressten Firmenchef, der auf ärztlichen Rat durch Wandern in Schweigsamkeit wieder Kraft tanken soll. Da hört er in der Abgeschiedenheit der Berge plötzlich etwas aus seinem Rucksack – seine Frau ruft ihn an:

„‚Ja, ja, Ludwig, da staunst du? Eine Menge Geld hat das Ding gekostet. Eine ganz neue Erfindung: das tragbare, drahtlose Telefon in Miniaturformat.‘“

1926 entwarf der Zeichner Karl Arnold im Simplicissimus ein visionäres Bild vom Sinn und Unsinn des mobilen Telefonierens auf offener Straße in dem Bild „Drahtlose Telephonie“. Aus dem Jahr 1932 stammt eine weitere literarische Schilderung einer Mobiltelefon-Utopie. Sie findet sich in Erich Kästners Kinderbuch Der 35. Mai oder Konrad reitet in die Südsee:

„Ein Herr, der vor ihnen auf dem Trottoir langfuhr, trat plötzlich aufs Pflaster, zog einen Telefonhörer aus der Manteltasche, sprach eine Nummer hinein und rief: ‚Gertrud, hör mal, ich komme heute eine Stunde später zum Mittagessen. Ich will vorher noch ins Laboratorium. Wiedersehen, Schatz!‘ Dann steckte er sein Taschentelefon wieder weg, trat aufs laufende Band, las in einem Buch und fuhr seiner Wege.“

Die ersten Mobilfunkgespräche wurden über in Kraftfahrzeugen montierte Endgeräte – Autotelefone – im Jahr 1946 möglich. Die US-Firma Bell Telephone Company bot ihren Mobile Telephone Service an, über den am 17. Juni 1946 in St. Louis die ersten Gespräche geführt wurden; ab 2. Oktober desselben Jahres war ein Autotelefonservice der Illinois Bell Telephone Company in Chicago verfügbar.
In der Schweiz wurden die ersten Autotelefone 1949 eingeführt. Am Anfang wurden modifizierte Polizeifunkgeräte eingesetzt. Der Zürcher Unternehmer Welti-Furrer nahm am 9. Juni 1949 eine Anlage in Betrieb, mit der seine Fahrzeuge vom öffentlichen Telefonnetz aus erreicht werden konnten. Zuerst wurden die Gespräche handvermittelt. 1952 wurde die Anlage auf vollautomatischen Betrieb umgestellt. Es handelte sich um die erste Anlage weltweit, welche vollautomatische Wahl zwischen Fahrzeug und stationären Telefonteilnehmern ermöglichte. Fahrzeuge der Zürcher Industriebetriebe waren mit solchen Anlagen ausgerüstet. Weitere Transport- und Taxiunternehmen führten diese Technik ein. Die festen Stationen wurden von der PTT errichtet und über Telefonleitung angesteuert. Bis 1975 entstanden 62 verschiedene private Netze mit 1300 Teilnehmern. Die Reichweite einer Sendezentrale betrug 25 Kilometer. Vorläufer dieser Technik waren die Hüttenfunkgeräte der SAC. Diese waren noch nicht mobil, ermöglichten aber drahtlosen Telefonverkehr. Die Ersten Anlagen gingen 1934 in Betrieb. Auf der 3140 Meter hohen Trienthütte wurde vom Genfer Funkamateur Roesgen die erste drahtlose Telefonanlage in Betrieb genommen, welche mit verschiedenen Talstationen kommunizierte. Besonders die Berner Hasler AG installierte solche Anlagen auf Schweizer Berghütten. Am 10. Mai 1943 wurde von der Hasler AG eine drahtlose Telefonanlage auf dem Pilatus installiert. Die Kosten einer solchen Anlage betrugen zwischen 1000 und 1500 Franken, die Gebühr 7.50 Franken pro Monat. Insgesamt wurden 150 Hütten mit dieser Technik ausgerüstet.
Die ersten im A-Netz verwendbaren Autotelefone gab es in West-Deutschland ab 1958, wobei um 1968 eine Abdeckung von 80 % des Gebietes der Bundesrepublik Deutschland erreicht wurde. Die Geräte waren zunächst wegen der für die Funktechnik verwendeten Vakuumröhren recht groß, wurden aber mit Einführung der Transistoren bald sehr viel kleiner. Gespräche wurden handvermittelt, die Gerätepreise lagen bei etwa 50 % des Wagenpreises. Ab 1972 wurde in der Bundesrepublik auf das B-Netz umgestellt, das erstmals über die Möglichkeit verfügte, Selbstwählverbindungen herzustellen.
1973 stellte ein Entwicklerteam bei Motorola um Martin Cooper und Chefdesigner Rudy Krolopp den ersten Prototyp eines Mobiltelefons her. „Für das Innenleben plünderten die Ingenieure von Motorola damals UKW-Radios und kombinierten diese mit einem leistungsfähigen Stromspeicher, dem Metall-Hydrid-Akku“. Im Oktober 1973 meldeten sie ein Patent an. Cooper machte am 3. April 1973 den ersten Anruf über ein Mobiltelefon, bei dem er seinen Rivalen bei den Bell Labs anrief.
Ab 1974 gab es auch in Österreich ein automatisch vermitteltes B-Netz. Sieben Jahre später hatte es 1000 Teilnehmer. Das Aufenthaltsgebiet (Österreich war in etwa 3 Gebiete mit jeweils eigener Vorwahl geteilt) eines Teilnehmers musste bekannt sein, um ihn anrufen zu können. 1975 wurde in der Schweiz das Nationale Autotelefonnetz (Natel) eingeführt. Das Netz war anfangs für eine Kapazität von 10.000 Teilnehmern konzipiert worden und sollte die privaten Mobilnetze ersetzen. Doch der Netzausbau ging nur schleppend voran. Erst 1980 konnten die Ostschweiz und das Tessin versorgt werden. Die zum Umstieg gezwungenen Nutzer der ehemalig privaten Netze waren mit dem Ausbau und der Leistung des Systems oftmals unzufrieden. Der Anschaffungspreis von 8.000 bis 12.000 Franken war ihnen zu hoch, genauso wie die Monatsgebühr von 130 Franken pro Fahrzeug. Das Netz bestand aus fünf Teilnetzen (050 Westschweiz – 020 Zürich – 020 Bern, Basel, Jura – 070 Ostschweiz und 090 Tessin). Ab 1983 folgte Natel B; im selben Jahr wurde das bei Motorola seit 1973 entwickelte erste kommerzielle Mobiltelefon „Dynatac 8000x“ offiziell vorgestellt. Das analoge, technisch überholte analoge A- und B-Netz wurde in der Schweiz 1995 abgeschaltet.
Ab 1985 gab es in Deutschland und Österreich das kleinzellige analoge C-Netz. Es ermöglichte eine geringere Sendeleistung der Telefone und damit kleinere, nicht mehr praktisch an Autoeinbau (auch im Kofferraum) gebundene Geräte. „Portables“, kleine Kistchen mit Tragegriff und einem angeschlossenen Telefonhörer sowie einer längeren Antenne, kamen auf den Markt. 1987 wurde in der Schweiz das Autotelefonnetz Natel C eingeführt. Im Gegensatz zu Natel A und Natel B handelte es sich dabei nicht um eine Eigenentwicklung der Schweiz. Es wurde der im 900 MHz bestehende Standard übernommen. Es wurden dafür knapp 1000 Basisstationen errichtet und im Endausbau konnte 95 % der bevölkerten Schweiz abgedeckt werden. Natel C ermöglichte einer breiten Schicht von Schweizern, mobile Telefonie zu nutzen. 1992 hatte Natel C 200.000 Nutzer. Das Natel C war immer noch vorrangig für Autotelefone konzipiert worden und primär für geschäftliche Belange gedacht. Die verwendeten Geräte mussten von der PTT zugelassen sein. Ein Betrieb von nicht geprüften Geräten war strafbar. Kleine und handliche Geräte, besonders aus den USA, waren meistens nicht zugelassen. 1993 versprach die PTT preisgünstigere und kleinere Geräte für jedermann. Billigere kleine, tragbare Geräte wurden offiziell eingeführt.
Durch die Einführung flächendeckender digitaler Mobilfunknetze (D-Netz Ende der 1980er/Anfang der 1990er Jahre in Deutschland, Österreich und der Schweiz) konnte die benötigte Batterieleistung der Mobiltelefone und damit auch deren Größe erneut vermindert werden. 1992 wurde in den USA das erste GSM-fähige Mobilgerät von Motorola, das International 3200, vorgestellt. Im Sommer 1992 nahmen in Deutschland die Netze D1 (Betreiber: DeTeMobil Deutsche Telekom Mobilfunk) und D2 (Betreiber: Mannesmann Mobilfunk) den Betrieb auf. In der Schweiz wurde Natel D auf GSM-Basis lanciert. 2001 nahm die britische Manx Telecom auf der Isle of Man das weltweit erste UMTS-Netz in Betrieb; in Deutschland ist UMTS seit 2004 kommerziell verfügbar. Der 3G-Standard UMTS zeichnet sich durch deutlich erhöhte Datenraten aus, wodurch internetbezogene Anwendungen, vor allem auf Smartphones, erheblich beschleunigt werden. Der vorherige Trend, die Geräte immer mehr zu verkleinern, wurde durch größere Geräte mit großen Touchscreen-Bildschirmen teilweise umgekehrt. Ende 2009 wurden die ersten Mobilfunknetze der vierten Generation (4G) verfügbar; mit LTE und später LTE-Advanced erhöhten sich wiederum die maximal möglichen Datenraten. Eine Nutzung der 4G-Netze für Sprachdienste ist in Deutschland seit 2015 per VoLTE möglich. 2019 wurden Lizenzen für 5G versteigert und die ersten Masten in Großstädten eingeführt.

## Aufbau und Technologien

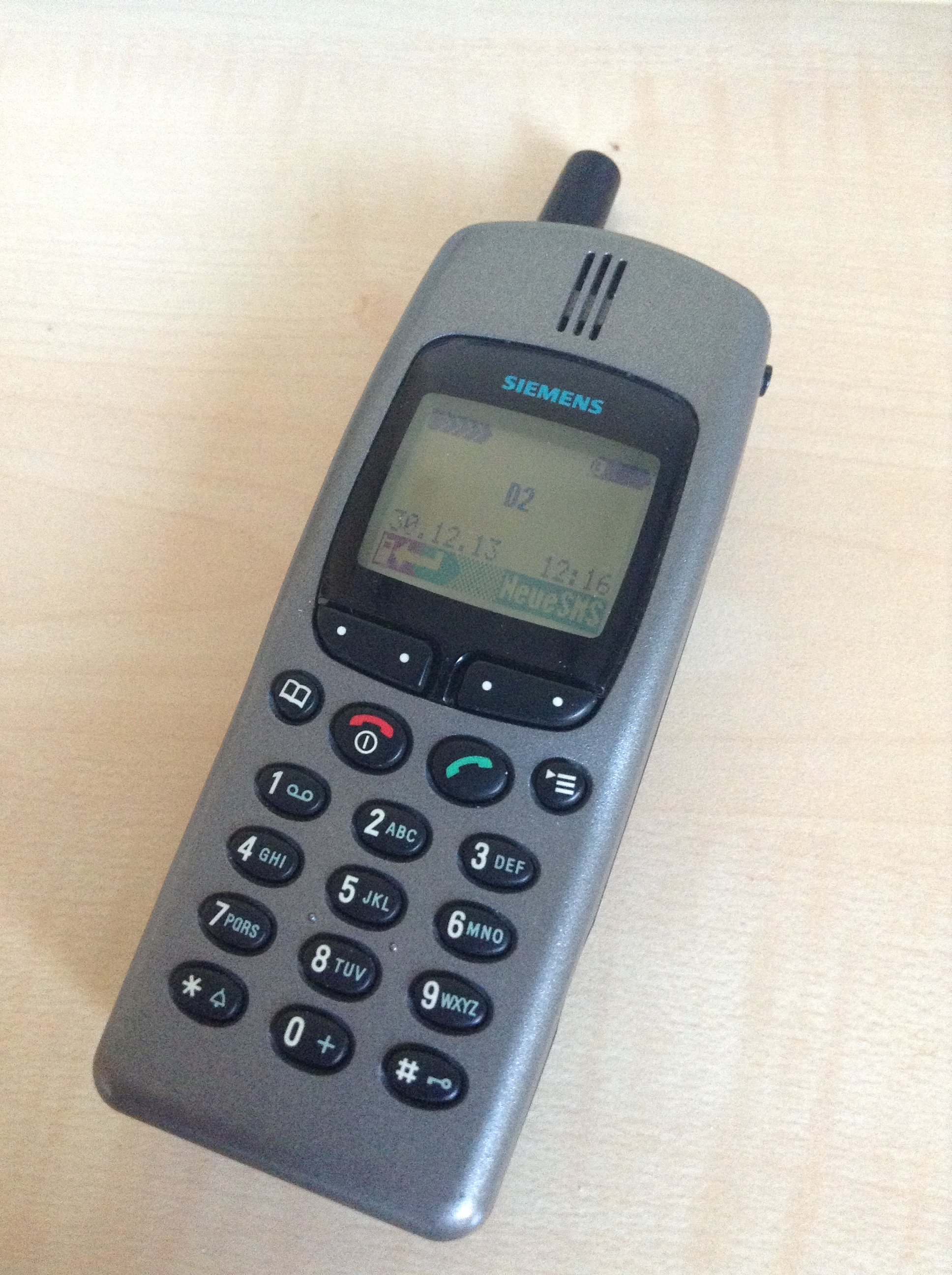
Das Siemens S25, eines der ersten Dualband-GSM-Telefone, 1999

Wie das drahtgebundene Telefon besteht das Mobiltelefon aus einem Lautsprecher, einem Mikrofon, einem Bedienteil (Tastatur und Anzeige) und einer Steuerung (meist ein Mikrocontroller). Zusätzlich hat es ein Funkteil (Sendeempfänger, Antenne) und eine eigene Stromversorgung (meist einen Akkumulator). Bei GSM-Telefonen ist zum Betrieb generell eine SIM-Karte notwendig (bis 2009 ausgenommen Notrufnummern), die zur Identifizierung gegenüber dem Mobilfunknetz genutzt wird.
Mobiltelefone in Europa funktionieren heutzutage nach dem GSM-Standard. Sie benutzen Frequenzen um 900 MHz (D-Netz) beziehungsweise 1800 MHz (E-Netz). Erste Telefone, die Dualband-GSM, also D- und E-Netz, gleichermaßen unterstützen, kamen gegen Ende der 1990er Jahre auf. Das erste GSM-Telefon mit Dual-Band-Technik war das Motorola 8900. Triband-Mobiltelefone können zusätzlich auf 1900 MHz oder 850 MHz operieren, diese Frequenzen werden hauptsächlich in den USA genutzt. Quadband-Mobiltelefone beherrschen alle vier Frequenzen. Während die GSM-Basisstationen für Mobiltelefone Sendeleistungen von bis zu 50 Watt (D-Netz) bzw. 10 Watt (E-Netz) haben, kommen Mobiltelefone mit Sendeleistungen von max. 2 W (D-Netz) beziehungsweise 1 W (E-Netz) aus. Für die Übertragung wird als Modulationsart GMSK (Gaussian Minimum Shift Keying, eine weiterentwickelte, optimierte Version der FSK) verwendet.
In der nächsten (dritten) Generation der Mobilfunkgeräte gibt es zwei konkurrierende Standards: Universal Mobile Telecommunications System, abgekürzt als UMTS, als eine Weiterentwicklung von GSM sowie den Standard CDMA2000, der vor allem in den USA weit verbreitet ist. Sowohl UMTS als auch CDMA2000 basieren auf Code Division Multiple Access (CDMA), sind aber zueinander nicht kompatibel. Beide arbeiten bei Frequenzen um 1800 bis 1900 MHz, benutzen viele kleine Funkzellen und sind für höhere Datenübertragungsgeschwindigkeit und höhere Nutzerzahl optimiert. Wegen der kleineren Funkzellen und bedingt durch weiterentwickelte Modulationsverfahren konnte die Sendeleistung der Mobiltelefone gegenüber GSM auf 0,125–0,25 W reduziert werden.

### Betriebssysteme
Ältere GSM-Telefone (wie z. B. das im obigen Bild gezeigte Siemens S25) haben meist nur ein einziges Betriebssystem, welches alle Aufgaben wahrnimmt. Moderne Smartphones verwenden hingegen ein Echtzeit-Hauptbetriebssystem, auf welchem die Benutzeranwendungen ausgeführt werden, und das sogenannte Baseband-Betriebssystem, welches die eigentliche Kommunikation mit dem Handynetz übernimmt. Das Baseband-Betriebssystem ähnelt in der Funktionsweise einem herkömmlichen Nicht-Smartphone-Betriebssystem, hat jedoch üblicherweise keine Benutzeroberfläche und läuft im Hintergrund auf einem eigenen Prozessor und Speicher getrennt vom Hauptbetriebssystem.
Das Hauptbetriebssystem des Mobiltelefons wird bei Smartphones meist nicht vom Hersteller produziert, sondern in Lizenz betrieben. Das unter Smartphones mit Abstand verbreitetste Betriebssystem ist Android. Ein weiteres verbreitetes System ist iOS von Apple. Das auf Windows NT basierende Windows Phone von Microsoft war das bevorzugte Betriebssystem auf Nokia-Smartphones. Die werden ab 2017 nicht mehr produziert. Auf herkömmlichen Nicht-Smartphones beziehungsweise klassischen Handys wird meist ein proprietäres Betriebssystem des Herstellers verwendet. Andere Betriebssysteme führen eher ein Nischendasein und konnten sich am Markt nicht durchsetzen. Dazu gehören unter anderem das erst seit 2013 verfügbare Firefox OS und die abgekündigten Systeme Bada, Symbian sowie Series 40 bzw. Asha. Einige wenige Mobiltelefone laufen mit linuxbasierten Betriebssystemen (z. B. Sailfish OS, Maemo, MeeGo und Tizen), zu deren Weiterentwicklung einige Firmen aus dem Mobilfunkbereich 2007 die LiMo Foundation gegründet haben. Die Entwicklung wurde jedoch weitestgehend eingestellt.
Der Übergang von Smartphones zu PDAs und Tablets ist fließend (siehe Phablet/Smartlet).

### Schnittstellen
Ein Mobiltelefon verfügt als Schnittstellen im Allgemeinen über:
- mindestens ein Modem (GSM, 3G, 4G, LTE oder 5G bei volldigitalen Mobiltelefonen), mit dem die Kommunikation zwischen Endgerät und Mobilfunknetz erfolgt. Bei vielen Telefonen können über das Modem zusätzlich Textnachrichten verschickt und auf das Internet zugegriffen werden. Mitunter kann das Modem auch in den vorherigen Modi funken, selten auch gleichzeitig, oder das Mobiltelefon besitzt ein zweites Modem.
- Außer bei älteren iPhone-Modellen von Apple[28] ist die kabelgebundene Schnittstelle heutzutage (2024) meist eine USB-C-Schnittstelle. Ältere Mobiltelefone haben proprietäre Kabelschnittstellen für intelligentes Zubehör (z. B. Nokia Pop-Port) oder Anschlüsse für eine Halterung in Kraftfahrzeugen.
- Infrarot war bis zu seiner Verdrängung durch effizientere Datenübertragungsstandards bei Mobiltelefonen verbreitet.[29]
Als leistungsfähigere Schnittstellen für den Nahbereich sind bei Mobiltelefonen oftmals Bluetooth, W-LAN und NFC im Einsatz.
- Vor allem bei Smartphones anzutreffen ist eine analoge Audioschnittstelle, meist ein 3,5 mm-Klinkenanschluss. Es gibt aber auch Smartphones mit nur drahtloser Audio-Übertragung mittels Bluetooth. Alternativ ist auch die Benutzung eines Adapters (USB-Typ-C auf Klinkenstecker) möglich.
- Eher selten ist eine Videoschnittstelle (Composite-Video oder Mini-HDMI-Anschluss). Häufiger wird für Video-Übertragung, falls unterstützt, W-LAN oder ein Adapter (USB-Typ-C auf HDMI) verwendet.
- Zum Laden des Akkus besitzt ein Handy entweder eine extra Ladebuchse, oder es wird die kabelgebundene Schnittstelle hierzu mitverwendet. Letzteres hat sich für Smartphones als Standard durchgesetzt. Mitunter kann auch drahtlos mittels magnetischem Wechselfeld geladen werden (z. B. Qi)

### Ladegeräte

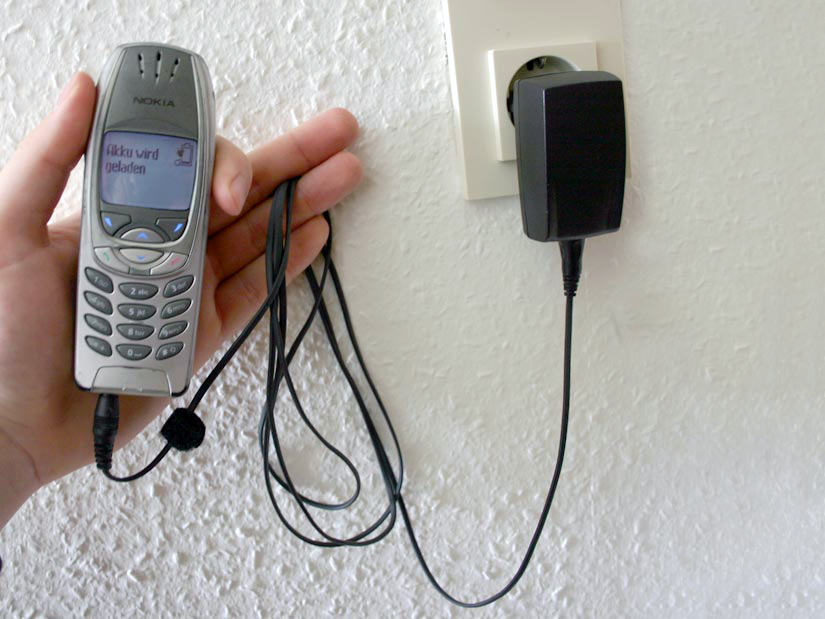
Nokia 6310i am Netzteil

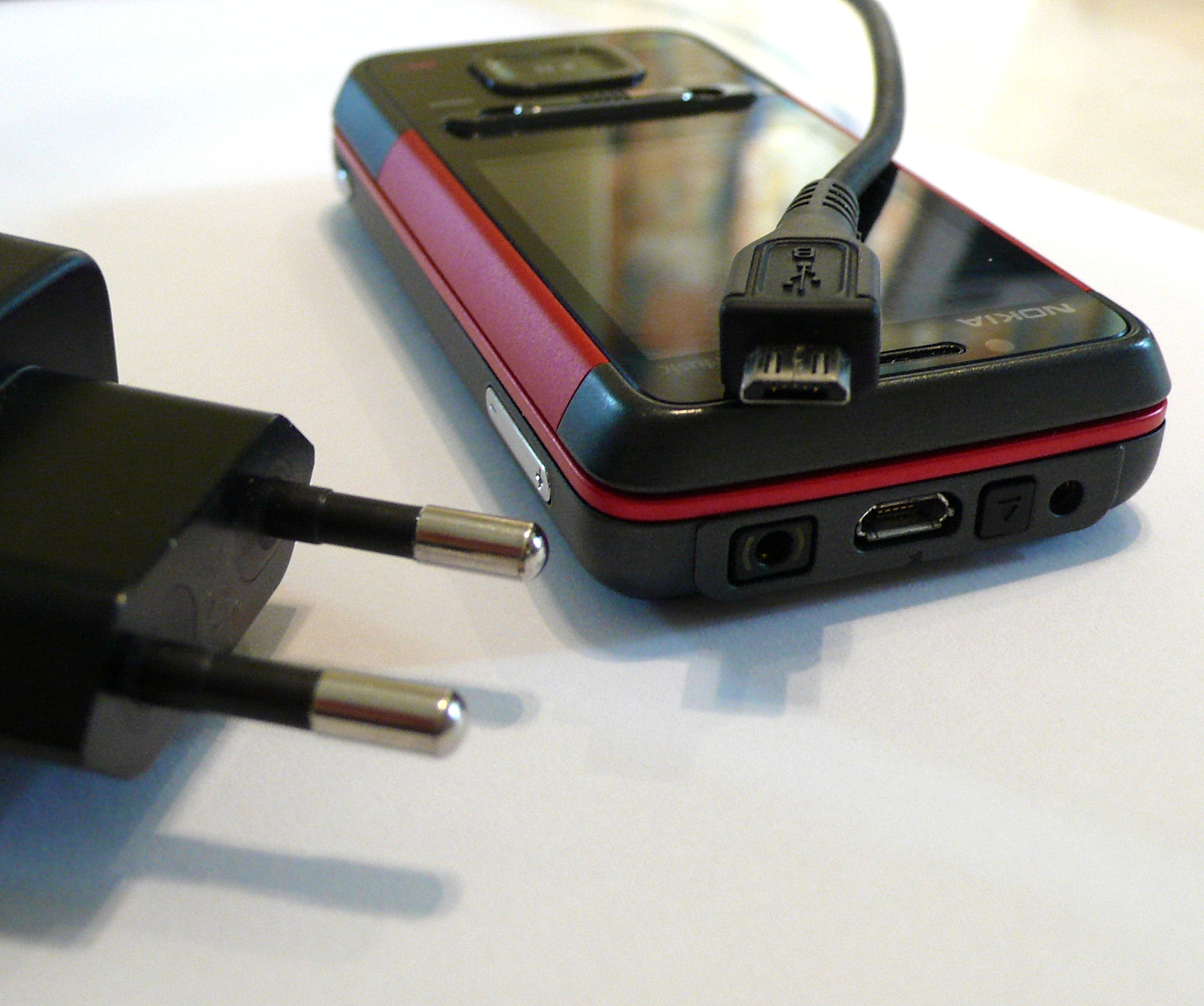
MicroUSB als Standard-Mobiltelefon-Ladestecker (außer Apple) in den 2010er-Jahren

Die Ladegeräte unterscheiden sich von Hersteller zu Hersteller. Auf Druck der Europäischen Union vereinbarten alle großen Mobiltelefon-Hersteller ab 2010 die Einführung eines gemeinsamen Standards für Ladegerätstecker auf der Grundlage des Micro-USB-Steckers. Damit können zukünftig alle neueren Mobiltelefone mit dem gleichen Ladegerät geladen werden.
Seit 2016 wird vermehrt auch statt eines Micro-USB- ein USB-C-Anschluss verbaut, bei dem die Stecker in beliebiger Orientierung verwendbar und weitere Funktionen integrierbar sind. Ab 2025 müssen alle in der Europäischen Union verkauften Mobiltelefone und Smartphones sowie voraussichtlich auch andere kleinere mobil nutzbare Geräte, wie Tablet-PCs, über einheitliche Ladegeräte versorgt werden können.

### Bauarten

#### Übliche Bauformen
- (Candy-)Bar/Barren/Riegel – klassische Bauweise, die der Form eines Schokoriegels (englisch candy bar) ähnelt, beispielsweise Nokia 6230. Mobiltelefone, deren Tastatur von simplen Klappen oder Schiebemechanismen ohne weitere Funktion geschützt sind, zählt man zu den „Candybar“-Telefonen wie das Nokia 7110 oder das Motorola 8900.
- Kinderhandys und Seniorenhandys mit einfacher Bedienung.
- Flip/Clamshell/Klapphandy – zweigeteiltes Mobiltelefon mit einem Scharnier in der Mitte. Im aufgeklappten Zustand trägt der obere Teil meist das Display, der untere die Tastatur. Zusammengeklappt liegen beide Teile gegenüber und werden auf diese Weise geschützt. Beispiel: Motorola RAZR.
- Jack-Knife – horizontales Drehgelenk, beispielsweise Sony Ericsson W550i
- Slider (Schiebehandy) – Display und Bedientasten werden vertikal über die Wähltasten hochgeschoben, beispielsweise Samsung SGH D500.
- Swivel-Klapptelefone – mit drehbarem Bildschirm, beispielsweise Samsung SGH-P900.
- Touch Phones – Smartphones, die mittels eines Touchscreen-Displays und ggf. einer als Multi-Touch bezeichneten Technik vorwiegend mit den Fingern gesteuert werden. Bereits 1992 stellte IBM das erste Mobiltelefon mit Touchscreen vor.[34] Andere Quellen zählen Mobiltelefone mit berührungsempfindlichen Bildschirmen zur Candy-Bar-Bauform.[35]

#### Spezialformen
- Armbandmobiltelefon[36][37][38] oder Handyuhr

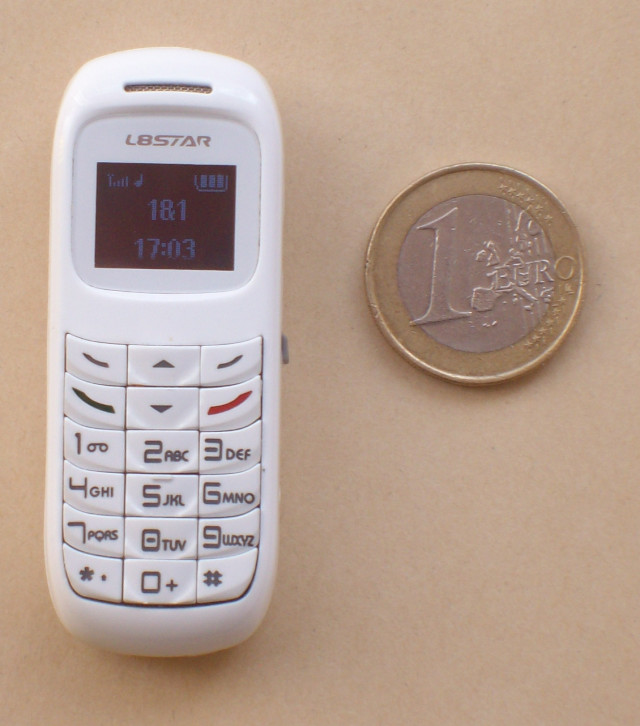
Das 17 Gramm schwere L8star BM70 ist eines der kleinsten Handys der Welt

- Mobilfunk-GSM-Tischtelefone – herkömmlichen schnurgebundenen Festnetztelefonen nachgebaut – auch diese sind wie GSM-Gateways vornehmlich zum stationären Betrieb geeignet. In Deutschland wurde etwa das Modell GDP-02 des tschechischen Herstellers Jablotron von O2 und Vodafone vermarktet.
- Mobilfunk-Gateways – Sonderformen von Mobilfunk-Endgeräten zum stationären Betrieb, die den Anschluss von Telefonanlagen und herkömmlichen Festnetztelefonen ermöglichen.
- Kombinierte Bauformen – Einige Endgeräte, meist aus dem Segment „Experimental“ oder „Fashion“, sind aus verschiedenen Bauformen mit kombinierten Klapp-, Dreh- oder Schiebekonstruktionen konstruiert.[39]

### Solarbetriebene Mobiltelefone
Nach Einzug der solarbetriebenen Mobiltelefon-Ladestationen wurde bereits im Jahr 2001 von der südkoreanischen Firma „CR Telecom“ ein Solar-Mobiltelefon vorgestellt. Die Ladezeiten entsprachen in etwa den Gesprächszeiten, ein effektives Laden der Geräte war aber nur bei einfallendem Sonnenschein möglich. Im selben Jahr stellte das Fraunhofer-Institut für Solare Energiesysteme den Prototyp eines „Siemens-C25“-Mobiltelefons mit solarbetriebenem Akku vor. Diese neuartigen Module waren zwar kostengünstig, aber auch sie lieferten zu wenig Energie für akzeptable Gesprächszeiten.

## Ausstattung

### Mitteilungen
Mobiltelefone ermöglichen es meist, Textnachrichten, eventuell auch kombiniert mit multimedialen Inhalten, zu versenden. Das „Short Message Service“ ermöglicht kurze Textmitteilungen von einer Länge bis zu 160 Zeichen. Die erste short message wurde im Dezember 1992 von einem PC an ein Mobiltelefon im britischen Vodafone-Netz gesendet. 1994 konnte ein Mobiltelefon auch erstmals eine SMS direkt verschicken. Für die Kurzmitteilungen hat sich der Name SMS eingebürgert, obwohl das Kürzel SMS eigentlich nur den Trägerdienst bezeichnet.
Ursprünglich als reines „Abfallprodukt“ kostenlos angeboten, entwickelte sich SMS zum Hauptertragsbringer für die Netzbetreiber. Im Jahr 2005 wurden bundesweit über 61 Millionen Kurzmitteilungen pro Tag versendet, bis zum Jahr 2011 stieg die Zahl auf 148 Millionen. Bei einer gründlichen Betrachtung überrascht der Erfolg dieses Dienstes nicht, weil er in Kombination mit einem Mobiltelefon sehr viel gebrauchstauglicher zu nutzen ist als seine inzwischen fast schon vergessenen Vorgänger, die digitalen Funkmeldeempfänger (sogenannte Pager). Weiterentwicklungen von SMS existieren unter dem Namen Enhanced Message Service (EMS) und Multimedia Messaging Service (MMS). MMS bietet die Möglichkeit, mit einem Mobiltelefon multimediale Nachrichten (Videos, Bilder, Ton und Text) von bis zu 500 kB an andere mobile Endgeräte zu versenden. MMS ist nicht kompatibel zu SMS oder EMS, Endgeräte müssen MMS explizit unterstützen. Einige Netzbetreiber bieten andernfalls den Abruf der MMS über das Internet und ein Kennwort, das dem Empfänger per SMS mitgeteilt wird, an.
Für Gehörlose und hochgradig Schwerhörige bietet somit die „SMS“-Funktion eine Möglichkeit, ein Mobiltelefon zu benutzen, wie beim Bild- und Schreibtelefon.
Die Anzahl der in Deutschland versendeten Kurznachrichten stieg bis zum Jahr 2012 auf 163 Millionen pro Tag an. Seitdem ist ein deutlicher Abwärtstrend zu verzeichnen, innerhalb von zwei Jahren brach die Zahl der gesendeten Kurznachrichten um 55 % ein. Als Ursache dafür werden Instant-Messenging-Programme wie WhatsApp und Telegram gesehen. Mit dem Messenger WhatsApp wurden Anfang 2014 täglich etwa 50 Milliarden Nachrichten versendet, im April desselben Jahres stieg die Zahl auf 64 Milliarden an. Die SMS ist mit 55 Milliarden versendeten Einheiten unter das Niveau der Instant Messenger gefallen. Während jeder Bundesbürger zu Jahresanfang 2014 zwei SMS täglich verschickte, sendete jeder WhatsApp-Nutzer 30 Nachrichten pro Tag.

### Kamera

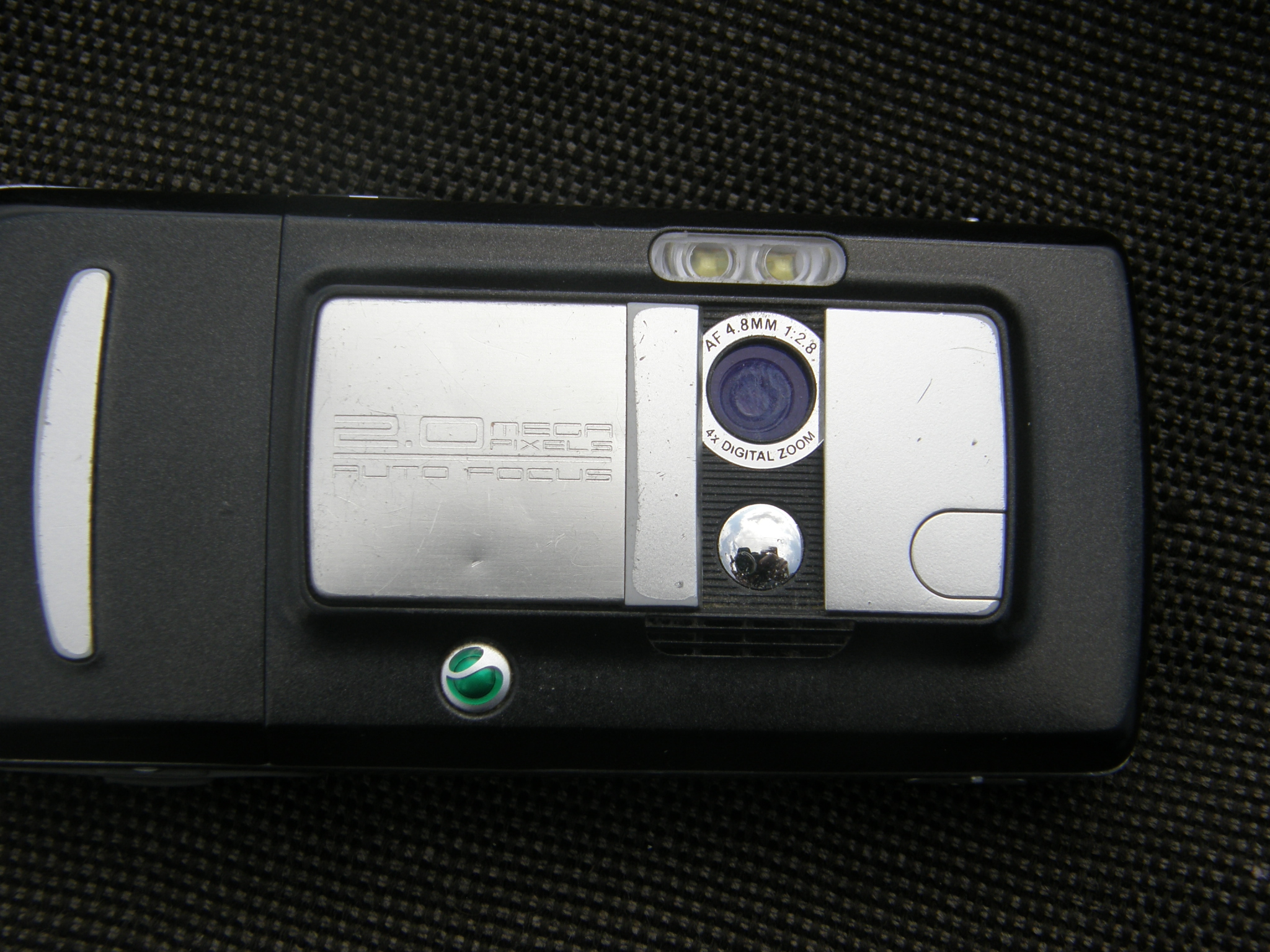
Objektiv einer Handykamera (hier Sony Ericsson K750i)

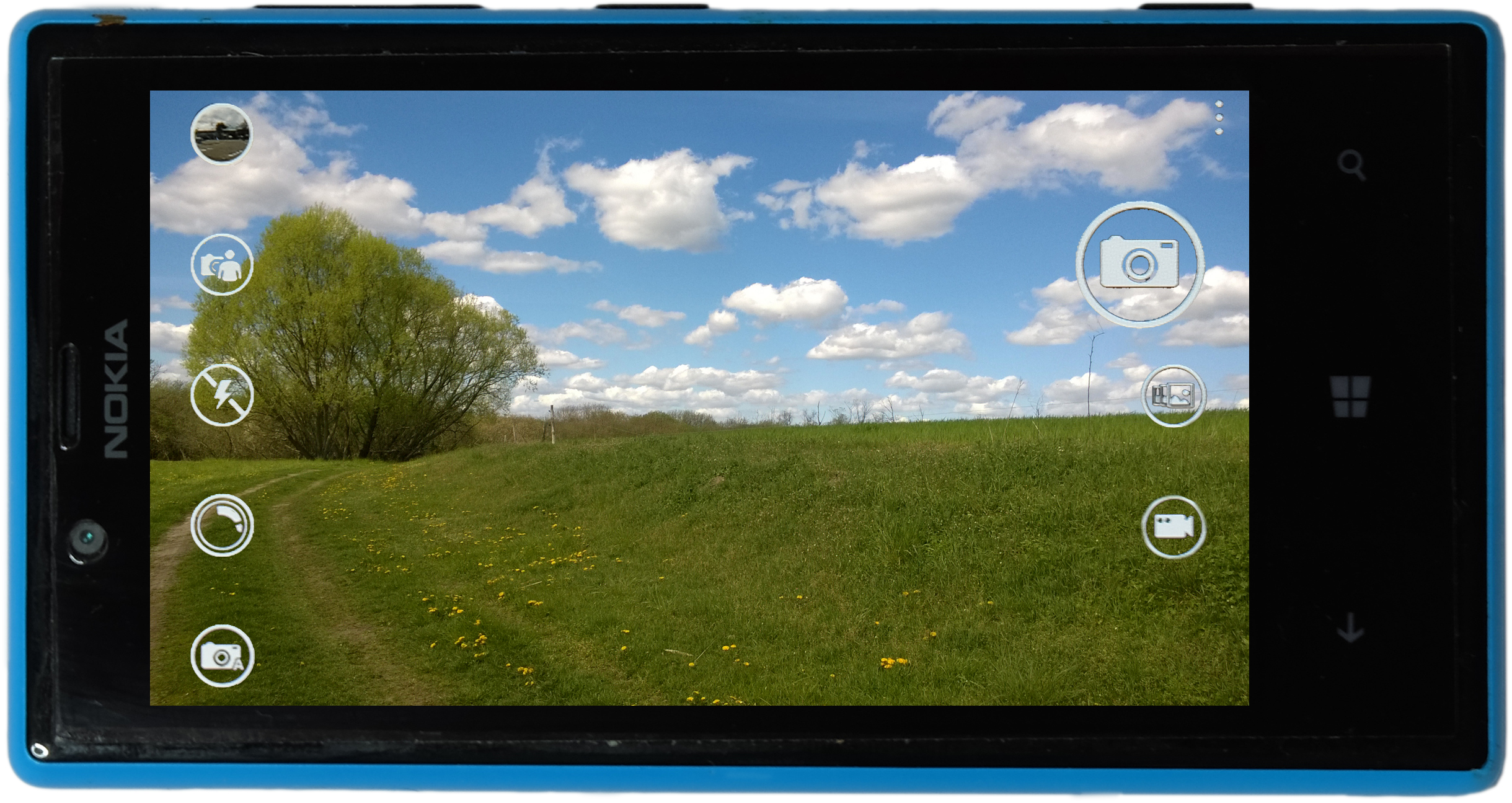
Smartphone als Kameraersatz

Für Mobiltelefone mit eingebauter Kamera hatten sich zwischenzeitlich die Begriffe „Fotomobiltelefon“ bzw. „Fotohandy“ als Unterscheidungskriterium etabliert. Wegen der zunehmenden Verbreitung der Fotofunktion in Mobiltelefonen haben diese Begriffe jedoch schnell wieder an Bedeutung verloren.

#### Geschichte
1999 erschien für den japanischen Markt das weltweit erste Mobiltelefon mit integrierter Digitalkamera, das Toshiba Camesse mit dem Betriebssystem GEOS-SC. Das Camesse wurde in Japan schnell zum Kultgerät und hatte mehrere Nachfolger. Im japanischen Internet existieren mehrere Dienste, auf die private Camesse-Fotos geladen und veröffentlicht werden können. Beim Camesse konnten die Fotos direkt im Mobiltelefon mit einer Grafiksoftware bearbeitet werden. Seit 2002 werden immer mehr Mobiltelefone mit integrierter Kamera ausgestattet. Bei diesen Fotomobiltelefonen befinden sich die Bildaufnahmegeräte meist auf der Rückseite des Mobiltelefons.

#### Technischer Fortschritt

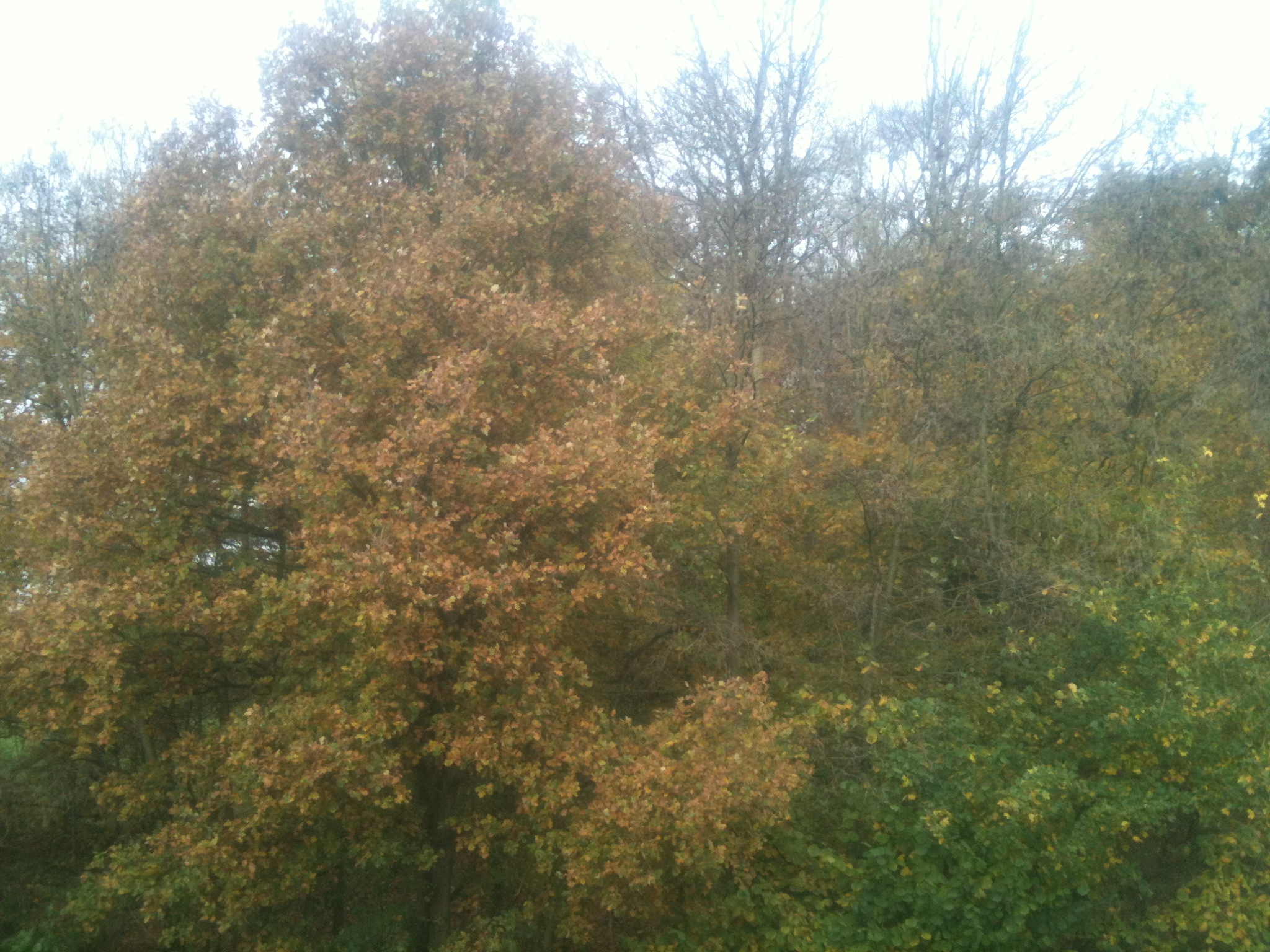
Ein Baum im Herbst, aufgezeichnet mit der Handykamera des iPhone 3GS

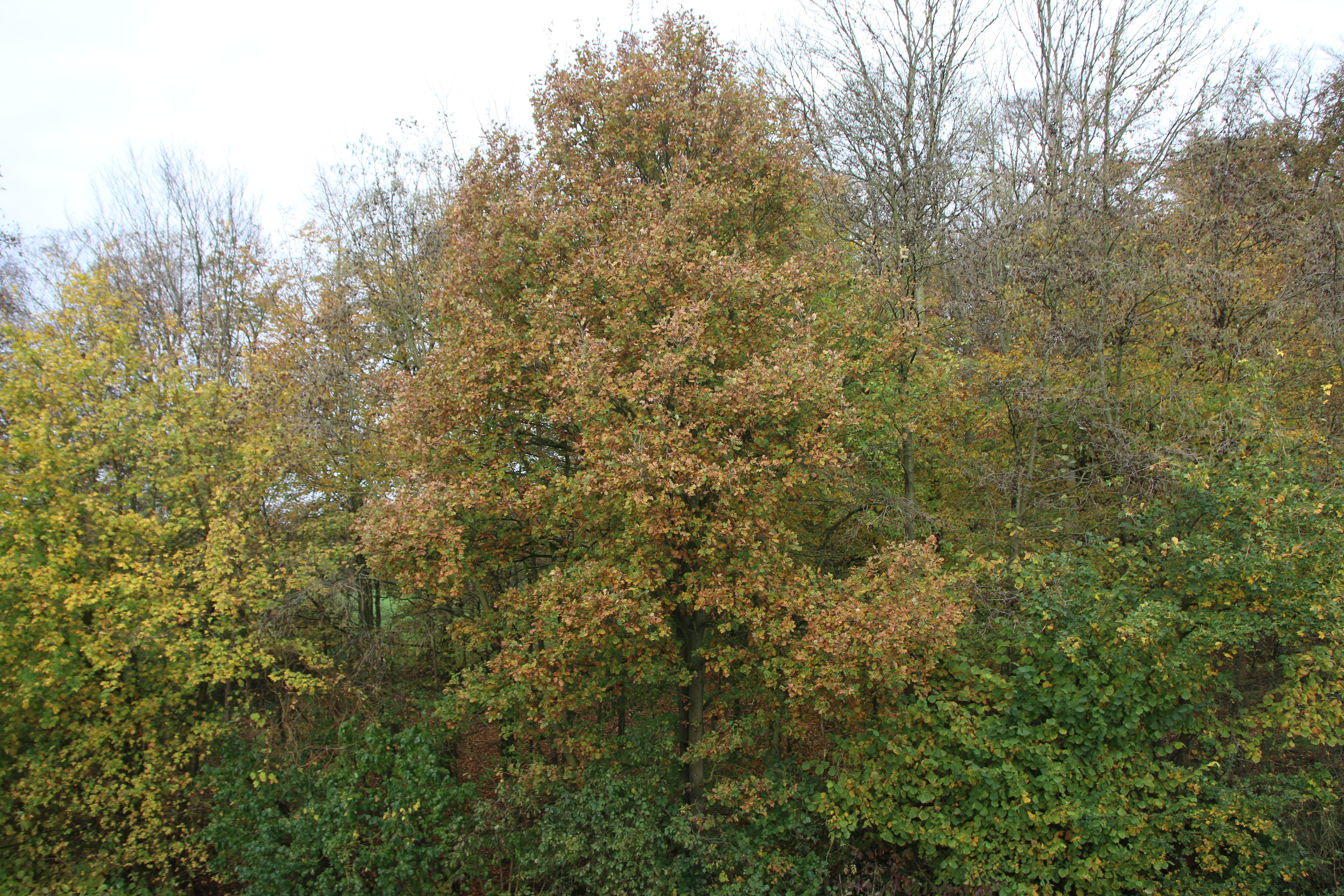
Schnappschuss desselben Baums, aufgezeichnet mit einer Canon EOS 70D

Die fotografische Qualität der ersten Kameramobiltelefone reichte anfangs nicht an Digitalkameras gleicher Zeit heran. Gegen Ende 2002 gab es noch keine Mobiltelefonkameras, die Bilder mit mehr als 640 × 480 Pixeln aufnahmen. In Deutschland war das im Jahr 2004 erschienene Sharp GX 30 das erste Fotohandy mit einer 1-Megapixel-Kamera. Die Auflösung der Handykameras wuchs seit ihrer Einführung stetig an und fand im Samsung Galaxy S23 Ultra mit 200 Megapixeln ihren bisherigen Höhepunkt. Die Auflösung moderner Handykameras ist jedoch in den meisten Fällen nicht höher als 8 bis 13 Megapixel, da eine höhere Auflösung auf einem kleinen Bildsensor, wie er in einem Handy Platz finden muss, zu schlechter Bildqualität führt und auch das optische Linsensystem meist keine feineren Details ermöglicht. Das Unternehmen Apple bietet keine Smartphones an, deren Kameraauflösung mehr als 12 Megapixel beträgt.
Mit den integrierten Kameras können meist auch Videos aufgenommen werden. Deren Qualität ist stark unterschiedlich und abhängig von Hersteller, Modell und Stand der Technik. Herkömmliche Nicht-Smartphones liefern meist schlechte Aufnahmen. Videoaufzeichnungen erfordern einen leistungsfähigen Grafikprozessor, um annehmbare Resultate zu erzielen. Bei modernen Smartphones ist dies oft gegeben, wodurch hier die Auflösung von Filmmaterial meist Full-HD, jedoch auch 4K oder sogar 8K beträgt. An die Qualität von Spiegelreflexkameras kommen Handykameras üblicherweise nicht heran, dennoch lassen sich Handykameras für die Aufzeichnung anspruchsvoller Filme verwenden.
Mobiltelefonkameras machen es auch möglich, gedruckte QR-Codes zu lesen. Diese beinhalten dabei meist einen URL auf eine Webseite. Andere Anwendungsmöglichkeit ist etwa die Rückverfolgung von Lebensmitteln.
Im Zuge der Versuche, Kameras in Mobiltelefone zu integrieren, gibt es auch die umgekehrte Variante, die Integration eines Mobilfunkmodems in eine Kamera. Beispiel für ein solches Gerät ist Samsung Galaxy Camera. Diese Kompaktkamera verwendet das Telefonbetriebssystem Android. Ebenfalls am Markt erhältlich sind Aufsteckobjektive für Mobiltelefonkameras sowie Digitalkameras, die sich mit einer Anwendung auf dem Telefon steuern lassen.

#### Problematiken
Das zunehmende Verschmelzen von einfachen Fotoapparaten und Mobiltelefonen birgt auch Gefahren in sich, die zu Kritik an dieser Funktionalität führen:
- Zunehmend verbieten größere Firmen ihren Mitarbeitern, Mobiltelefone mit Kamerafunktion auf das Werksgelände zu bringen. Diese stellen im Bereich der Werksspionage ein Sicherheitsrisiko dar. Wo bis dato ein Film- und Fotografierverbot galt, führt dies zu einem De-facto-Mobiltelefonverbot. Dies führt bei konsequenter Durchsetzung zu hohem Aufwand und Unverständnis bei Belegschaft und Besuchern.
- Fotohandys gerieten in die Kritik durch zunehmenden Voyeurismus, zum Beispiel in Badeanstalten oder Umkleidekabinen, bei denen die Opfer unbemerkt mit den unauffälligen Handys fotografiert oder gefilmt werden.
- Mit steigender Verbreitung von Fotohandys gerieten jugendliche Täter häufiger in die Schlagzeilen, die damit Gewaltakte fotografierten oder filmten und anschließend anderen zugänglich machten (Happy Slapping). Bekannt wurde der Fall einer gefilmten Vergewaltigung einer 16-Jährigen durch vier 13- bis 15-jährige Jugendliche 2006 im Volkspark Jungfernheide in Berlin.[60]

### Anwendungen

#### Musikplayer
Seit 1998 sind Mobiltelefone mit integriertem FM-Radio (das Ohrhörerkabel wird als Antenne verwendet) und seit 2000 mit integrierter Musikabspielfunktion erhältlich. Mit derartigen Mobiltelefonen können Musikdateien wie bei einem MP3-Player in den Gerätespeicher geladen werden. Viele Mobiltelefone bieten seit 2001 die Möglichkeit, ihre jeweilige Speicherkapazität mittels einer Speicherkarte zu erweitern – je nach Modell bis zu mehreren GB.

#### Internetzugriff

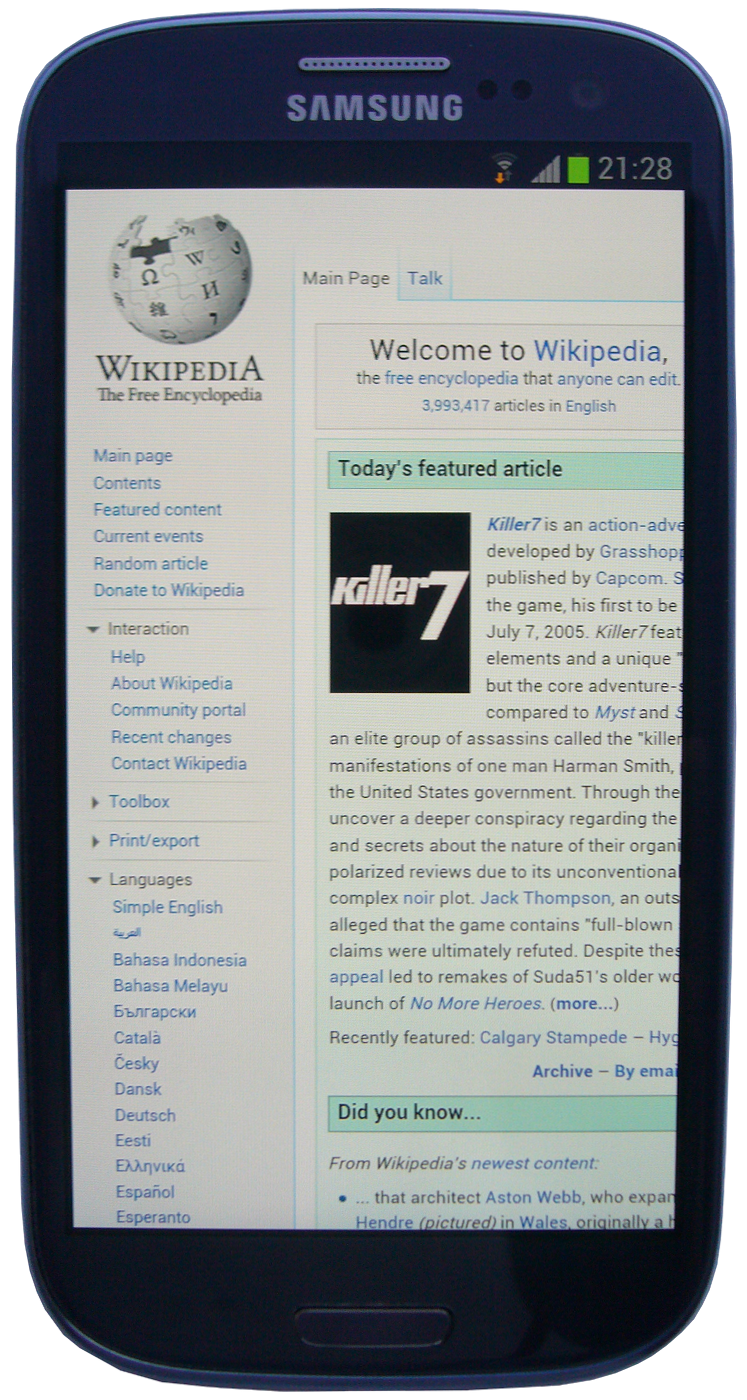
Webseite auf einem Smartphone

Viele Mobiltelefone, die vor dem Populärwerden von Smartphones auf dem Markt kamen, besitzen einen Browser zum Surfen auf WAP- und Mobile-HTML-Seiten. Ein erstes WAP-fähiges Handy wurde bereits 1999 veröffentlicht. Die WAP-Technik ist mittlerweile obsolet und wurde von der Möglichkeit verdrängt, das herkömmliche Internet auf dem Handy zu nutzen. Steve Jobs kritisierte bei der Präsentation des iPhone die WAP-Technik als „Baby-Internet“ und stellte den Internet-Browser Mobile Safari als „ersten echten Internet-Browser auf einem Smartphone“ dar. Moderne Smartphones haben meist einen mitgelieferten Browser, mit dem sich HTML-Seiten relativ komfortabel betrachten lassen können. Alternativ lassen sich auf Smartphones auch Browser von Drittanbietern wie Opera Mini nachinstallieren.
Moderne Smartphone-Anwendungen bieten für den Internetzugriff vielfältige Verwendungsmöglichkeiten, wie das Abrufen von Aktien oder Wetterdaten sowie auf Online-Kartenmaterial gestützte Navigation. Auch Instant-Messenger verwenden zum Versenden von Textnachrichten das Mobile Internet.

#### Push-to-talk
Der Dienst Push-to-talk („drücken, um zu sprechen“) ermöglicht es, kurze Sprachnachrichten an einzelne Nutzer oder Gruppen zu versenden. Dieser Dienst wird in Deutschland nicht mehr unterstützt (vorher nur Telekom/D1). Durch die Popularität von Instant-Messengern erlebt die Push-to-talk-Funktion eine gewisse Renaissance, da derartige Programme eine solche Funktion bieten. Dies ist jedoch im Gegensatz zum ursprünglichen Push-to-talk nicht providergestützt, sondern basiert auf der Infrastruktur des Instant-Messengers.

#### Apps
Erste Anwendungen von Drittanbietern, sogenannte Apps (Abkürzung von Application, englisch für „Anwendung“) wurden durch die Vorstellung der Java ME (Java Micro Edition) im Jahre 1999 möglich. Es wurden in den Folgejahren mehrere Mobiltelefone mit der Java-Technik ausgestattet, wodurch die Midlets genannten Anwendungen eine gewisse Popularität erfuhren. Die Java-Plattform wurde 2007 abgekündigt.
Mit dem Erscheinen von Smartphones wurden die Möglichkeiten von Anwendungen weiter ausgebaut. Beim Erscheinen des ersten iPhone war Steve Jobs für ein geschlossenes Betriebs- und Anwendungssystem, und meinte, Webapps würden den Dienst von nativ installierten Anwendungen genauso zuverlässig und schnell erledigen. Dennoch verkündete Apple am 17. Oktober 2007, auf Drängen des Vorstands und der Medien, im Februar 2008 ein Software Development Kit (SDK) für Entwickler freizugeben. Das Resultat für die Endbenutzer war der App Store, aus dem Apps heruntergeladen werden können. Dadurch lässt sich das Mobiltelefon um ein Vielfaches an Anwendungsmöglichkeiten erweitern.
Mit Hilfe der Programmierumgebungen (SDKs) lässt sich das Mobiltelefon – wie viele andere Computersysteme – auch gravierender modifizieren. Ein Gerät kann somit vollkommen andere Aufgaben wahrnehmen als die ursprünglichen Mobiltelefonfunktionen. Seit der Einführung von Smartphones sind SDKs jedoch überwiegend für die Entwicklung kommerzieller Anwendungen (den genannten Apps) im Gebrauch, wie Xcode für das iPhone.

### GNSS-Empfang
GPS- und GLONASS-Signale werden in Mobiltelefonen von Navigationsprogrammen genutzt. 2005 erschien bereits das erste Smartphone mit eingebautem GPS-Empfänger. Es handelte sich um das Siemens SXG75. Kurz darauf folgte das Motorola A780, allerdings fanden beide aufgrund niedriger Verkaufszahlen wenig Verbreitung. Erst 2007 folgten dann das Nokia N95 oder HTC P3300. GPS-Empfänger konnten aber auch vorher schon extern über Bluetooth oder Kabel angeschlossen werden. Frühere Versuche der Integration von GPS-Hardware in Mobiltelefone scheiterten an deren enormen Energiebedarf, einige Modelle kamen dennoch bereits ab 2001 auf den Markt. Seit ca. 2012 empfangen viele Smartphones neben GPS- auch GLONASS-Signale.
Im Gegensatz zu Navigationsgeräten verlangten viele Mobiltelefonhersteller in der Anfangszeit noch Gebühren für Navigation. Dies geschieht meist über den Umweg, dass der Abgleich zwischen Position und Karte aktiv vom Netzanbieter über eine eigene Software erfolgt, in A-GPS durch die Hinzunahme einer Funkzellen-Ortung, die dann in Datenvolumen oder Kilometer abgerechnet wird, oft auch nur über eine Onlinekarte, die sekundär einen Zugang zum Internet erzwingt.
Etliche Apps bieten mittlerweile jedoch auch eine gänzlich kostenlose Offline-Führung an, sofern das Mobiltelefon kompatibel ist und genug eigenen Speicher für die Karte aufweist. Eine externe GNSS-Maus kann den Empfang der Mobiltelefone verbessern.
In der Anfangszeit lieferten Navigations-Programme wie Trekbuddy nur eine Kompass-Navigation bzw. benötigen für die exakte Straßen-Navigation vorher abgespeicherte Routendaten oder GPS-Punkte.

### Branding
Viele Netzbetreiber bieten über ihre Independent Service Provider – auch „Brands“, also Tochterunternehmen genannt – nur solche Mobiltelefone an, die mit einer von ihnen speziell angepassten Software ausgestattet sind (sog. „Branding“ oder „Customization“). Viele Änderungen werden speziell für den Netzbetreiber oder für den Service-Anbieter des Kunden vorgenommen, bevor dieser das Mobiltelefon erwirbt. Dadurch werden Funktionen des Telefons erweitert, entfernt oder verändert. So werden Kunden durch zusätzliche Menüeinträge im Browser („Favoriten“) – im Extremfall sogar durch zusätzliche Tasten – automatisch zu den Portalseiten der Service-Anbieter oder der „Brands“ geführt, FAQ-Seiten hinterlegt, SIM-Lock eingerichtet, Rufnummerneinträge für Hotlines hinterlassen, der Netzbetreibername sowie der Hintergrund im Display geändert etc. Mittlerweile werden beim Branding oft normale Komfortfunktionen, wie ein auf dem Gerät gespeichertes Bild per Knopfdruck an die Bildschirmgröße anpassen, entfernt. Üblich ist es auch, das Speichern von Spielen und ähnlicher Software (meist per Bluetooth und Infrarot) auf dem Telefon zu verhindern, um den Nutzer an die oft kostenpflichtigen „Downloadportale“ der Provider zu binden. Es besteht die technische Möglichkeit, die Software des Netzbetreibers wieder durch die des Telefonherstellers zu ersetzen (Debranding).

### Weitere Sende- und Empfangseinheiten
Mobiltelefone, mit denen man mit zwei Netzkarten gleichzeitig anruf- und empfangsbereit ist, nennt man Dual-SIM-Handys.
Moderne Dual-Sim-Telefone verfügen über 2 komplette Sende- und Empfangseinheiten, die nicht wie bei älteren Modellen manuell gewechselt werden müssen. Ebenfalls im Handel erhältlich sind Triple-SIM-Handys, mit denen man bis zu drei SIM-Karten in einem Gerät betreiben kann.

## Bezeichnung

### Entstehung der Bezeichnung „Handy“

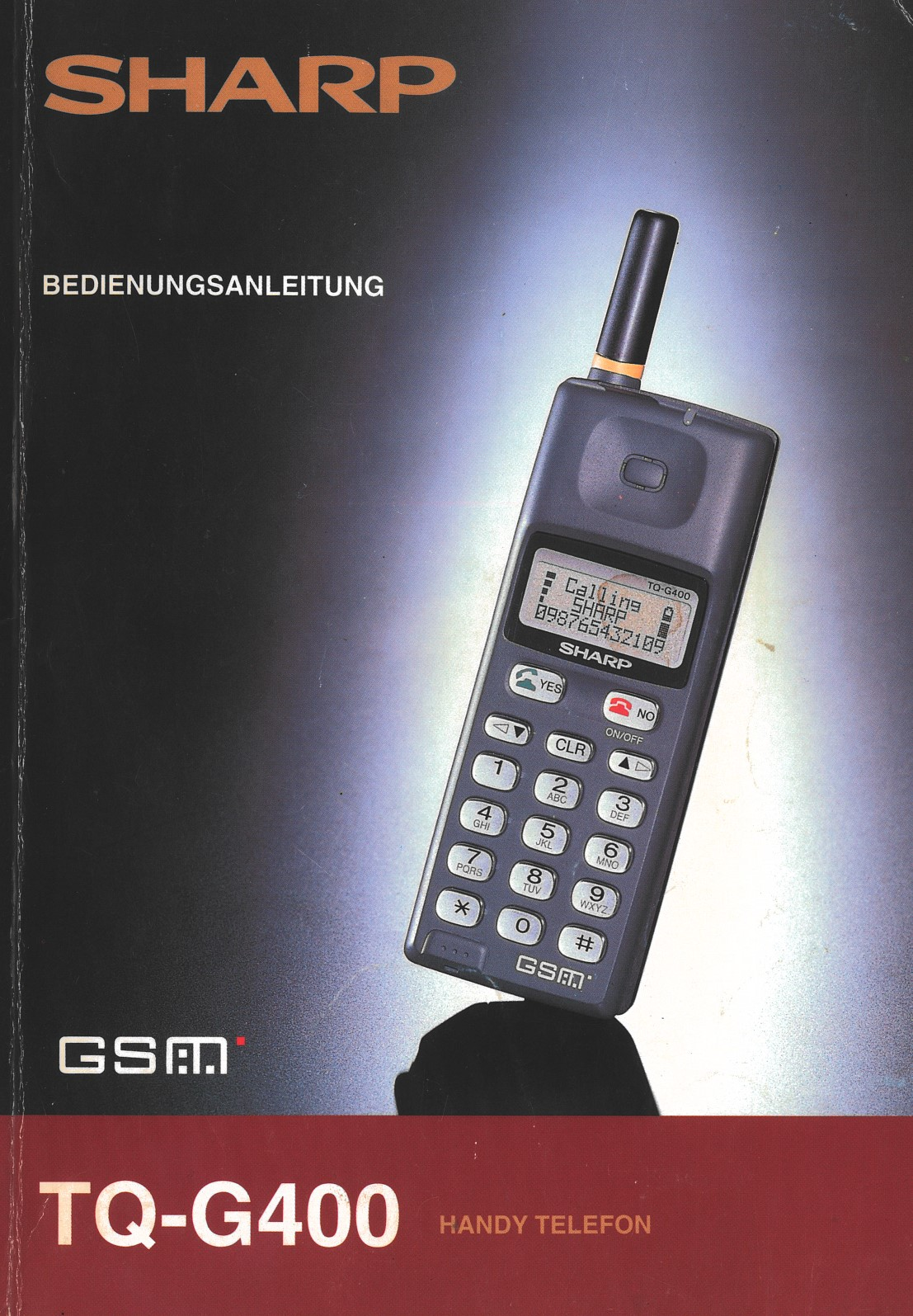
Bedienungsanleitung eines Handy Telefones Anfang der 1990er Jahre

Als gängige Bezeichnung für die neu eingeführten GSM-Mobiltelefone bürgerte sich ab etwa 1992 in der deutschen Umgangssprache der Begriff „Handy“ ein. Das in Deutschland oft gebrauchte Wort „Handy“ ist jedoch ein Scheinanglizismus, da es im englischsprachigen Raum fast nur als Adjektiv verwendet wird („praktisch, bequem, handlich“) und nicht als Bezeichnung für ein Mobiltelefon. Von einigen – etwa vom Verein Deutsche Sprache  – wurde die eingedeutschte Schreibweise Händi empfohlen, die sich allerdings nicht durchsetzen konnte. Zur Entstehung des Begriffs gibt es zahlreiche widersprüchliche Erklärungsansätze, die bislang nicht schlüssig belegt werden konnten. Im Zweiten Weltkrieg produzierte Motorola erstmals neben dem Walkie-Talkie SCR-300, das auf dem Rücken getragen wurde, das Handie-Talkie SCR-536, das man wie ein Telefon in der Hand halten konnte. Bis heute gibt es Nachfolgemodelle dieses Namens, der seit 1963 auch in englischen Wörterbüchern geführt wird. Das erste D-Netz-Mobiltelefon, das den Begriff Handy im Namen führte, war das 1992 von Loewe vorgestellte HandyTel 100.
In deutschsprachigen CB- und Funkamateur-Kreisen gab es die Bezeichnung Handy schon vor 1992. Gemeint war damit ein hand-held transceiver, also ein in der Hand gehaltener Sender und Empfänger. Meist waren damit kleine, so ähnlich wie ein Telefon aussehende Funkgeräte für UKW-Bänder gemeint, wie das YAESU FT23. Diese Funkgeräte waren relativ klein und konnten mit einer Hand bedient werden; andere CB-Funkgeräte waren wesentlich größer und mussten in der Regel mit zwei Händen bedient werden.
Das US-amerikanische sowie südafrikanische Englisch spricht meist vom cell(ular) phone (cell ist die Zelle rund um einen Transceiver im mobilen Netzwerk), im britischen Englisch vom mobile phone oder kürzer mobile. Wenngleich es von Nicht-Muttersprachlern verwendet wird und es vereinzelte Anläufe gab, es im Englischen einzuführen, wird das Substantiv „Handy“ im englischsprachigen Raum weder benutzt noch verstanden.
Ein handliches Taschenlampenmodell der Firma Daimon wurde 1937 unter dem Namen „Handy“ als Warenzeichen eingetragen: Es war das erste „Handy“ Deutschlands.
In der Schweiz hat sich der Ausdruck Natel (als Abkürzung für Nationales Autotelefon) eingebürgert. Der Ausdruck wird jedoch von der Telefongesellschaft Swisscom als geschützte Marke allein für ihre Dienste beansprucht. Im Zuge der Öffnung des Mobilfunkmarktes verbreitet sich auch in der (deutschsprachigen) Schweiz der vom Netzbetreiber unabhängige Name Handy immer mehr. Die damalige Bundeskanzlerin Corina Casanova erklärte im Jahr 2008, dass die Schweizerische Bundeskanzlei das Wort Handy nicht verwende, weil es ein Beispiel dafür sei, dass Anglizismen „bei uns oft eine andere Bedeutung haben als ihnen im Englischen zukäme“. Außerdem gibt es in der Schweiz bereits seit 1958 den eingetragenen Markennamen Handy für ein bekanntes Geschirrspülmittel der Mifa AG, das von dem Handelskonzern Migros vertrieben wird.

### Bezeichnungen in anderen Sprachen bzw. Ländern

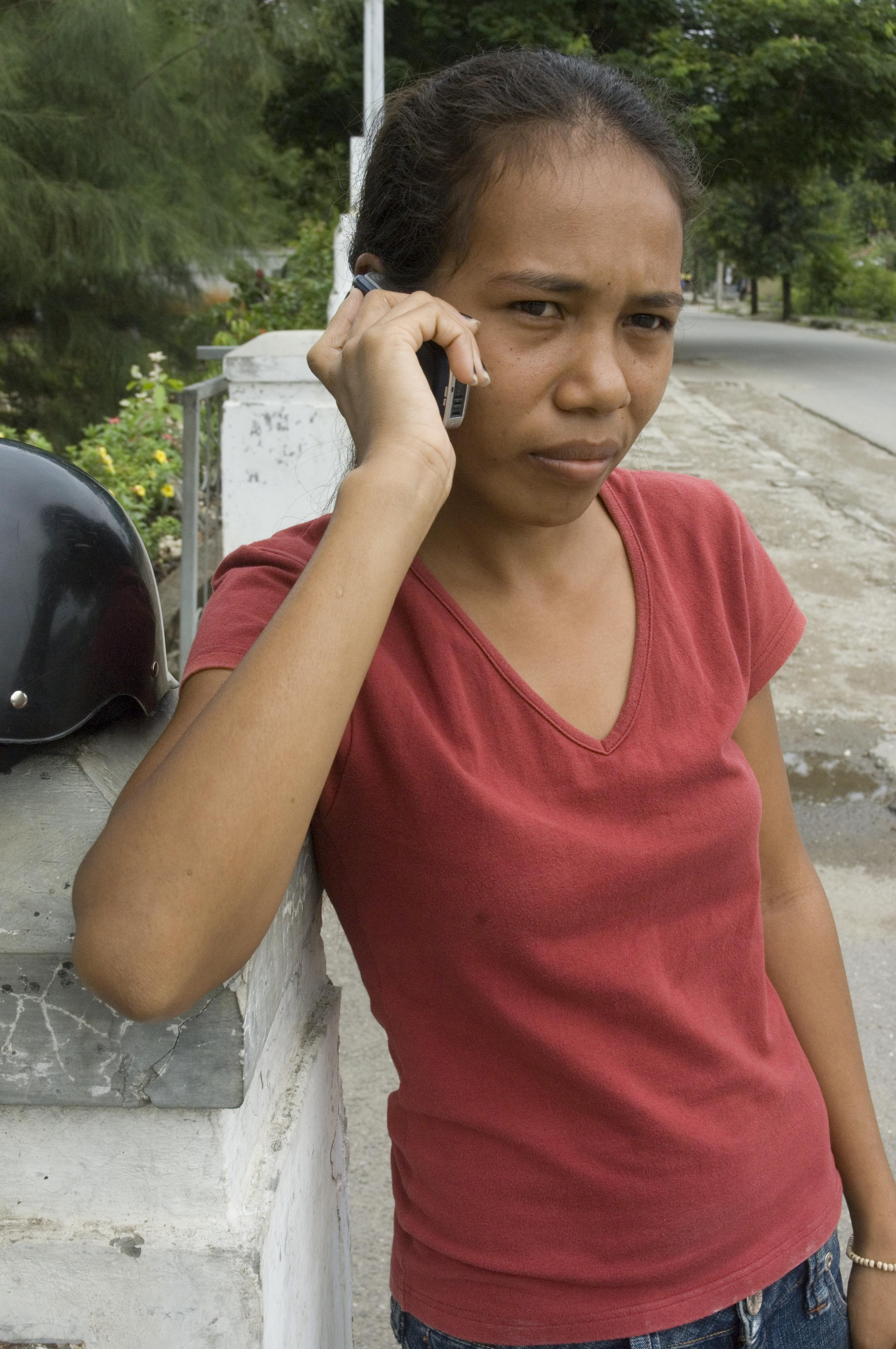
Handybenutzerin in Osttimor mit ihrem „telemovel“

Auch in anderen Sprachen haben sich teilweise sehr plastische Bezeichnungen für das Mobiltelefon eingebürgert. Zumeist richtet sich die Bezeichnung nach einer augenfälligen Eigenschaft des Gerätes.
Als sein wichtigstes Charakteristikum gilt die Portabilität: Der lateinische Wortstamm mobile findet sich etwa in der deutschen Bezeichnung Mobiltelefon. Die Bezeichnung findet sich auch im Englischen (mobile phone, mobile) und in vielen anderen Sprachen wieder, etwa im Spanischen (móvil) oder im Katalanischen (mòbil). Daneben haben sich die Bezeichnungen „Tragbares“ (portable im Französischen, keitai (携帯 oder auch ケータイ) im Japanischen) oder „Reisetelefon“ (matkapuhelin) im Finnischen etabliert.
In manchen Sprachen richtet sich die Bezeichnung der Mobiltelefone nach deren Aufbewahrungsort: „Hosentaschen-Telefon“ (cep telefonu) im Türkischen, „Taschentelefon“ (fòn phoca oder fón póca) im Schottisch-Gälischen und im Irischen.
In wieder anderen Sprachen zielt die Bezeichnung darauf ab, dass Mobiltelefone zum Telefonieren in der Hand gehalten werden: „Handtelefon“ (fòn làimhe) im Schottisch-Gälischen, hand phone in vielen asiatischen Ländern (besonders: Singapur/Malaysia), sau kei oder shǒu jī (手机) (jeweils „Handmaschine“) in China, mue thue als Kurzform von thorasap mue thue โทรศัพท์มือถือ („handgehaltenes Telefon“) in Thailand.
Oft nimmt die Bezeichnung auch den „zellulären“ Charakter des Mobiltelefonnetzes auf; eine häufige Bezeichnung ist daher „Netz-“ oder „Zelltelefon“ – so zum Beispiel das Englische cellular phone/cell phone (vor allem US-amerikanisches Englisch), das spanische celular, khelyawi im Libanon, komórka in Polen oder Ponsel (telepon selular) in Indonesien. Im Italienischen ist neben der Bezeichnung (telefono) cellulare – die den amerikanischen Sprachgebrauch widerspiegelt – auch die Diminutivform telefonino, also: „Telefönchen“ gebräuchlich. Während in Portugal die Bezeichnung telemóvel üblich ist, sagt man in Brasilien (telefone) celular.
In anderen Ländern wiederum leitet sich die Bezeichnung vom GSM-Standard ab: Bulgaren bezeichnen Mobiltelefone neben Mobifon (мобифон) auch als dzhiesem (джиесем),Ukrainer als Mobilka,mobila,telefon, Isländer als Gemsi (was auf Isländisch außerdem so viel bedeutet wie junges Schaf). Im niederländischen Sprachraum gibt es regionale Unterschiede bei der Bezeichnung. Während der allgemeine Begriff mobiele telefoon lautet, welcher gerade in den Niederlanden selbst auch oft im abkürzenden Diminutiv mobieltje gebraucht wird, findet sich besonders in Flandern, aber auch im Großherzogtum Luxemburg, weitverbreitet der Begriff GSM. Auch in Slowenien wird der Ausdruck gsm (in englischer Aussprache) oder aber mobitel verwendet. Auch mobilnik ist gebräuchlich.
In manchen Ländern wird das Mobiltelefon nach Netzbetreibern oder Herstellern benannt, die sich als erstes etabliert haben. So ist in der Schweiz unabhängig der Landessprache der Begriff „Natel“ üblich, der durch den gleichnamigen Markennamen des Netzbetreibers geprägt wurde.
Darüber hinaus finden sich auch gänzlich andere Bezeichnungen: Im Iran werden Mobiltelefone als „Begleittelefon“ (telefon-hamráh oder hamráh – تلفن همراه) bezeichnet, in Israel als „Wundertelefon“ (pelefon – פלאפון). Hierbei ist zu bemerken, dass Pelephone auch der erste israelische Netzanbieter war. Das Wort ist deshalb auch ins Palästinensisch-Arabische übernommen worden und wird als bilifōn ausgesprochen.
In vielen arabischen Ländern wie den Vereinigten Arabischen Emiraten oder Saudi-Arabien wird es Jawwal – جوال bezeichnet, was „das, was durch die Gegend spaziert“ bedeutet und der Name der dortigen ersten Netzbetreiber ist. Dies ist zwar auch in den Palästinensischen Autonomiegebieten der Fall, dort hat sich aber der israelische Name bilifōn gehalten.
Auf Dänisch, Schwedisch und Norwegisch heißt Mobiltelefon mobiltelefon oder kurz mobil. In Schweden sind daneben umgangssprachlich auch Ficktelefon (zu schwedisch Ficka = „(Hosen-)Tasche“) und nalle zu hören. Letzteres bedeutet „Teddybär“ – das kam ursprünglich vom Ausdruck Yuppie-nalle, da sich bis in die späten 1980er Jahre nur reiche Yuppies Mobiltelefone leisten konnten, die sie dann stolz „wie einen Teddybären“ umhertrugen.

### Bezeichnung für frühe, klobige Geräte
Ein originär deutscher Begriff für besonders klobige, frühe Mobiltelefone ist „Knochen“, eine Bezeichnung, die wegen der charakteristischen Form ursprünglich für den Telefonhörer verwandt wurde.

## Das Mobiltelefon im Alltag

### Mobiltelefone als Ruhestörer
In einigen Umgebungen, insbesondere bei Aufführungen in Kinos, Theatern oder Opern und vor allem in Gotteshäusern oder auf Friedhöfen, wird die Nutzung von Mobiltelefonen häufig als störend empfunden. Deshalb gehen etwa Kinobetreiber dazu über, die Nutzung aktiv oder passiv zu unterbinden. Zur Handy-Etikette gibt es je nach Region unterschiedliche Einstellungen. In Ländern wie den USA ist der Einsatz von Störsendern mittlerweile gängige Praxis, um eine störungsfreie Aufführung zu gewährleisten. In anderen Ländern wie in Deutschland ist jedoch die Nutzung der Sendefrequenzen untersagt, da diese exklusiv den Netzbetreibern vorbehalten sind. Die Betreiber setzen deshalb auf die passive Störung von Funktelefonen durch eine gute Abschirmung der Säle. Das führt allerdings auch dazu, dass Mobiltelefone die maximale Sendeleistung abstrahlen.
In vielen Ländern wird das Führen von Mobilfunkgesprächen in öffentlichen Verkehrsmitteln von den Mitfahrern oft als störend und als indirekter Zwang zum Mithören empfunden, zumal dabei meist lauter gesprochen wird als im Gespräch mit anwesenden Personen. In manchen Ländern, so in Japan, gilt es als verpönt, in öffentlichen Verkehrsmitteln Telefongespräche zu führen oder auch nur Klingeltöne erklingen zu lassen; auf diese Verhaltensregel wird mit Ansagen aufmerksam gemacht. In Graz wurde 2008 in den städtischen öffentlichen Verkehrsmitteln ein Telefonierverbot erlassen, das aber nicht durchgesetzt wird.

### Mobiltelefone und Straßenverkehr

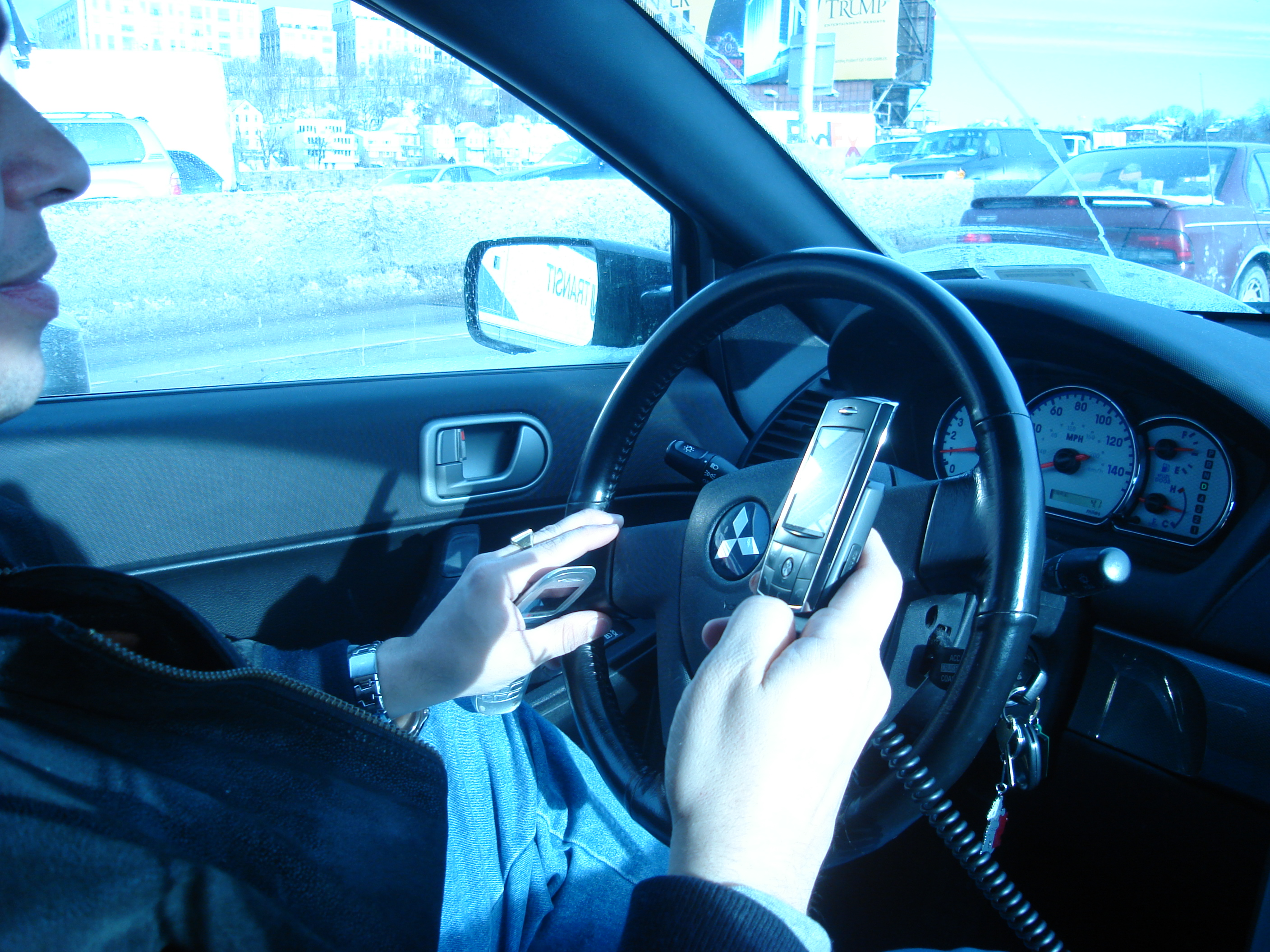
Telefonieren im Auto ohne Freisprechanlage ist in Deutschland eine Verkehrsordnungswidrigkeit

Die Benutzung eines Mobiltelefons während der Fahrt ohne Freisprecheinrichtung ist Fahrzeugführern in vielen Ländern verboten (auch in Deutschland, Österreich und der Schweiz). Bei Nichtbeachtung des Verbotes werden Bußgelder, in Deutschland zusätzlich auch eine Eintragung von einem Punkt im Fahreignungsregister verhängt. In Deutschland wurden im Jahr 2011 in 450.000 Fällen Autofahrer mit einem Mobiltelefon am Steuer ertappt.
In Deutschland darf nach § 23 Abs. 1a StVO der Fahrzeugführer ein Mobil- bzw. Autotelefon oder sonstiges elektronisches Gerät, das der Kommunikation, Information oder Organisation dient, nur benutzen, wenn hierfür das Mobiltelefon oder der Hörer des Gerätes nicht aufgenommen oder gehalten werden muss und die Bedienung des Geräts über eine Sprachsteuerung erfolgt oder zur Bedienung nur eine situationsangemessene, kurze Blickzuwendung erforderlich ist. Dies gilt nicht, wenn das Fahrzeug steht und bei Kraftfahrzeugen der Motor vollständig ausgeschaltet ist. Ein Verstoß gegen das Nutzungsverbot von Mobiltelefonen und anderen elektronischen Geräten, die der Kommunikation, Information oder Organisation dienen, wird mit einem Bußgeld von 100 Euro und der Eintragung eines Punktes im Fahreignungsregister geahndet. Bei Verstößen mit einer Gefährdung anderer oder mit einem Verkehrsunfall erhöht sich das Bußgeld auf 150 Euro bzw. 200 Euro. Zudem werden in diesen Fällen zwei Punkte im Fahreignungsregister eingetragen und zusätzlich ein einmonatiges Fahrverbot verhängt. Das Verbot der Benutzung eines Mobiltelefons gilt in Deutschland auch für Fahrradfahrer. Für einen Verstoß durch einen Fahrradfahrer ist nach der aktuellen Fassung des Bußgeldkataloges ein Verwarnungsgeld in Höhe von 55 Euro vorgesehen. Kinder unter zehn Jahren, die mit einem Kinderfahrrad fahren, werden nach der StVO als Fußgänger angesehen, weshalb für sie das Verbot der Benutzung eines Mobiltelefons nicht gilt.
Als Benutzung des Mobiltelefons wird in der deutschen Rechtsprechung auch das Ablesen der Uhrzeit (OLG Hamm, Az. 2 Ss OWi 177/05), die Nutzung eines Mobiltelefons als Navigationssystems (OLG Köln, Az. 81SsOWi49/08) sowie das „Wegdrücken“ eines Anrufes (OLG Köln, Az. III-1RBs39/12) erachtet. Nicht als gegen das Verbot der Nutzung eines Mobiltelefons im Sinne von § 23 Abs. 1a StVO gerichtet wurde hingegen das Aufnehmen des Mobiltelefones, ausschließlich zu dem Zweck, es von einem Ablageort an einen anderen zu legen (OLG Köln, Az. 83 Ss-OWi 19/05) sowie das Aufheben eines auf den Beifahrerfußraum gefallenen Mobiltelefons, um es auf den Beifahrersitz zu legen (OLG Düsseldorf, IV-2 Ss OWi 134/06-70/06 III).
Nach einem Beschluss der Oberlandesgerichtes Hamm vom 24. Oktober 2013 ist „die wiederholte verbotswidrige Benutzung eines Mobil- oder Autotelefons […] geeignet, die Anordnung eines Fahrverbots wegen einer beharrlichen Pflichtverletzung zu rechtfertigen“ (Az.: 3 RBs 256/13). Als Grund für das Verbot wird die Ablenkung des Fahrers sowie gegebenenfalls der Wegfall einer Hand für das Lenken genannt. Ein Headset wird, im Gegensatz zu Deutschland, nicht in allen anderen Ländern als Freisprecheinrichtung anerkannt. Für Motorradfahrer, die auch während der Fahrt ihr Mobiltelefon nutzen möchten, existieren spezielle Motorrad-Gegensprechanlagen. Doch selbst bei Nutzung einer Freisprecheinrichtung kann ein Fahrzeugführer erheblich vom Verkehrsgeschehen abgelenkt werden. Britischen Studien zufolge muss die Fahrbeeinträchtigung des Fahrzeugführer durch das Telefonieren mit derjenigen gleichgesetzt werden, die unter Alkoholeinfluss erfolgt.
In Österreich ist das Telefonieren mit einem Mobiltelefon während des Lenkens eines Kraftfahrzeugs seit dem 1. Juli 1999 verboten. Als Strafe ist eine Zahlung von 50 Euro (seit 2023 100 Euro) vorgesehen, bei nicht sofortiger Zahlung kann von der Sicherheitsbehörde eine Geldstrafe bis zu 72 (2023:140 Euro) oder alternativ eine 24-stündige Freiheitsstrafe verhängt werden.
Die Anbindung des Mobiltelefons an die Freisprecheinrichtung des Kfzs kann entweder über einen sogenannten Snap-in-Adapter erfolgen, oder kabellos über den Datenübertragungsstandard Bluetooth, und zwar über die Bluetooth-Profile Hands Free Profile (HFP) oder remote SIM Access Profile (rSAP), wobei rSAP aufgrund der Nutzung der Außenantenne des Kfzs zu bevorzugen ist, bislang aber nur von einigen wenigen Mobiltelefonen unterstützt wird.
Wenn Fußgänger durch ihr Mobiltelefon abgelenkt werden, steigt die Unfallgefahr erheblich. Laut einer Studie des Versicherungskonzerns Allianz aus dem Jahr 2019 zu Fußgängerunfällen in Deutschland telefonieren heute zwei Drittel der Fußgänger gelegentlich beim Gehen, jeder zweite Fußgänger tippt beim Gehen auf das Display oder die Handytasten, etwa ein Drittel hört Musik. Beim Tippen von Texten steigt die Wahrscheinlichkeit eines Unfalls um das Doppelte, beim Musikhören um das Vierfache.
Bei Straßenverkehrsunfällen setzen Unfallbeteiligte häufig die Kamerafunktion des Mobiltelefons zur Dokumentation der Unfallstelle ein – ggf. auch zusätzlich zur Verkehrsunfallaufnahme durch die Polizei.

### Mobiltelefone als Mittel der Authentifizierung und der Identifikation
In der Zwei-Faktor-Authentisierung sind Mobiltelefone und Smartphones von Dienstleistern, unter anderem von Banken, genutzt, um eine Authentifizierung ihrer Kunden durchzuführen.
Umstritten sind der Einzug und die Durchsuchung des Mobiltelefons zur Identitätsklärung von Asylsuchenden und zur Feststellung ihrer Reiseroute. In Deutschland ist dies in § 48 Abs. 3 Satz 1 AufenthG geregelt.

### Das Mobiltelefon im Krankenhaus
In Krankenhäusern ist das Einschalten von Mobiltelefonen oft nicht erlaubt, da befürchtet wird, die elektromagnetischen Felder könnten die Funktion medizinischer Geräte beeinträchtigen. Untersuchungen der Universitätsklinik Gießen haben allerdings ergeben, dass medizinische Geräte erst bei einem Abstand von weniger als einem Meter durch Mobiltelefone beeinträchtigt werden können. Es würde also ausreichen, das Verbot in Krankenhäusern auf Räume wie Intensivstationen zu beschränken. Eine an der Mayo-Klinik durchgeführte Studie ergab ebenfalls, dass Krankenhausgeräte nicht von Mobiltelefonen beeinflusst werden: In 300 Tests fanden die Forscher keinen einzigen Nachweis dafür, dass die Nutzung eines Mobiltelefons zu einer Störung von Apparaten auf Intensivstationen und in anderen Bereichen des Krankenhauses führen könnte.
Alle zugelassenen Geräte, besonders natürlich die in Krankenhäusern, müssen eine Mindeststörfestigkeit aufweisen, die ein Mehrfaches des beim Betrieb von Mobiltelefonen erreichten Signals betragen muss.

### Das Mobiltelefon im Flugzeug
Auch in einigen Flugzeugen ist Mobiltelefonieren während des Fluges inzwischen erlaubt. Für Flugzeuge sind Systeme entwickelt worden, die den Gebrauch von Mobiltelefonen an Bord mitunter erst ermöglichen. Mehrere Fluggesellschaften planen, ihre Flugzeuge mit Sendegeräten auszustatten, die die Funksignale der Mobiltelefone über Satelliten an die Mobilfunknetze weiterleiten. Die Sendeleistung der Mobiltelefone wird durch das Bordsystem auf ein Minimum reduziert. Die Luftfahrtstandardisierungsgremien EUROCAE working group 58 und ihre US-amerikanische Entsprechung RTCA special committee 202 haben sich eingehend mit dem Thema befasst und Prüfvorschriften zum Nachweis der elektromagnetischen Verträglichkeit zwischen Mobilfunk und Bordelektronik entwickelt. EUROCAE hat die zugehörigen Nachweisverfahren und Analysen im Dokument ED-130 niedergelegt. In Deutschland regelt die Luftfahrzeug-Elektronik-Betriebs-Verordnung (LuftEBV) den Gebrauch elektronischer Geräte an Bord von Flugzeugen. In der neuen Fassung der LuftEBV, die am 7. März 2008 in Kraft trat, wurde der Gebrauch von Funktechniken innerhalb der Kabine gegenüber vorherigen Versionen der Verordnung auf Basis der Arbeiten der oben genannten EUROCAE- und RTCA-Gremien gelockert. Erste Mobilfunksysteme sind bereits in Übereinstimmung mit den einschlägigen Bauvorschriften für Flugzeuge von den europäischen Luftfahrtbehörden zugelassen. Gegenwärtig ist aber das Telefonieren mit Mobiltelefonen in der überwiegenden Mehrzahl der Flugzeuge nicht gestattet.
Für die 1,8 GHz-GSM-Funknetze (E-Netze) liegt die Reiseflughöhe von Verkehrsflugzeugen (mehr als 10 Kilometer) bereits am Rande der Reichweite (Zellengröße meist max. 8 km), D-Netz-Zellen besitzen bis zu 50 km Funkreichweite. Der Rumpf vieler Verkehrsflugzeuge besteht aus Aluminium und dämpft Funksignale erheblich. Die ersten Großraumflugzeuge, deren Rumpf zu erheblichem Anteil aus kohlenstofffaserverstärktem Kunststoff besteht, sind der Airbus A350 sowie die Boeing 787 Dreamliner.

### Das Mobiltelefon an Schulen
In Frankreich, Portugal und Italien gibt es ein Handyverbot an Schulen. In England hat die Regierung die Schulleiter angewiesen, Handys zu verbieten.

### Mobiltelefonstrahlenfilter
Vielfach werden sogenannte Mobiltelefonstrahlenfilter angeboten, die angeblich vor Strahlung schützen sollen. Solche Aufkleber oder Folien können die Nutzaussendung des Geräts beeinträchtigen. Hierdurch kann der Regelkreis zwischen Mobilteil und Basisstation gestört werden. Dann sendet das Mobilgerät (und auch die Feststation) mit höherer Leistung, als in der jeweiligen Situation ohne Folie erforderlich wäre.
Das Anbringen jeglicher Vorrichtungen (Blinkantennen, Metallfolien und dergleichen) an einem Mobiltelefon ist nur dann zulässig, wenn es der Hersteller ausdrücklich gestattet, da sonst die Zulassung zum Betrieb des Gerätes in der EU gemäß den einschlägigen Gesetzen und Richtlinien erlischt (Österreich). Allgemein kann jede Veränderung, die die Funkeigenschaften beeinflusst (insbesondere anbringen elektrisch leitfähiger Objekte), zu empfindlichen Strafen führen, insbesondere bei verstärkender, richtender oder störender Wirkung.

### Mobiltelefone in der Kunst
Bei einer ganzen Reihe von Kunstprojekten wurden Mobiltelefone verwendet, um Interaktionen zu ermöglichen. So hat zum Beispiel das Projekt Blinkenlights unter anderem bei seiner Aktion Blinkenlights 2001 am Alexanderplatz in Berlin es Mobiltelefonnutzern ermöglicht, Lichtinstallationen per SMS zu steuern. Ein weiteres Beispiel stellt das sogenannte „Saroskop“ des Künstlers Martin Hesselmeier dar. Das Saroskop reagiert auf elektromagnetische Strahlung und ermöglichte damit u. a. Besuchern der Art Cologne 2008, mit ihren Handys Einfluss auf die Bewegungen des kinetischen Objekts zu nehmen.
Mobiltelefone werden passgenau mit bekannten Kunstmotiven beklebt, um eine Individualisierung im Alltag zu erreichen. Dazu werden bedruckbare Beschriftungsfolien eingesetzt, diese gewährleisten einen Schutz der Gehäuse vor Kratzern sowie die Verwendung des Mobiltelefon als einzigartiges Kunstobjekt mit Motiven bekannter Kunstschaffender.

### Notruffunktion
Mit jedem Mobiltelefon kann der Notruf 112 (über die „911“ gelangt man mit manchen Mobiltelefonen ebenso zur Notrufzentrale) erreicht werden, auch wenn kein Guthaben vorhanden ist. Seit dem 1. Juli 2009 ist es nötig, dass eine SIM-Karte eingelegt ist. Deutschland setzte damit eine EU-Richtlinie um, welche den Missbrauch von Notrufnummern verhindern soll. Zeitweise waren 80 Prozent der abgegebenen Notrufe missbräuchlich.

### Nutzungsdauer
Die durchschnittliche Besitzdauer eines Mobiltelefons beträgt in Deutschland, bedingt durch Vertragslaufzeiten und Innovationszyklen, 18 bis 24 Monate. In Europa werden jährlich etwa 100 Millionen Altgeräte entsorgt. Das entspricht 10.000 Tonnen oder 400 LKW-Ladungen. Seit dem 24. März 2006 können in Deutschland Mobiltelefone laut dem Elektro- und Elektronikgerätegesetz vom Verbraucher kostenlos entsorgt werden.
Das EU-Parlament will festverklebte Handy-Akkus verbieten, um zu verhindern, dass mit dem Ende der Lebensdauer von Akkus das ganze Produkt weggeworfen werden muss. Die Nutzer sollen sie einfach mit handelsüblichen Werkzeugen austauschen können und der Hersteller muss sicherstellen, dass es für die erwartete Lebensdauer eine Produkts Ersatzakkus gibt. Die Abgeordneten stimmten im März 2022 für einen solchen Vorschlag der EU-Kommission. Die Industrie wehrt sich gegen das Vorhaben und argumentiert, das gefährde die Haltbarkeit und Sicherheit der Batterien.

## Mobiltelefonindustrie

### Entwicklung
Bei der Einführung des kommerziellen volldigitalen 900-MHz-GSM-Mobilfunks im Jahr 1992 in Deutschland gab es bundesweit eine Million Mobiltelefonbesitzer. Bis zum Jahr 1998 stieg die Zahl auf 13,9 Millionen. 1998 prognostizierte man für das Jahr 2005 46,3 Millionen Mobiltelefonbesitzer, tatsächlich waren es 2005 etwa 57,4 Millionen. Bis zum Jahr 2013 stieg die Zahl auf 63 Millionen an; 40,4 Millionen davon waren Smartphone-Nutzer.
Die Mobiltelefonindustrie ist sowohl einem starken Wachstum als auch einer schnellen Zielproduktveränderung unterlegen. Gegen 1999 wurde für die Mobiltelefonindustrie ein starkes Wachstum prognostiziert. Im ersten Halbjahr 1999 stieg der Umsatz mit privat genutzten Mobiltelefonen in Deutschland um 7 % auf 1,35 Milliarden DM. 2013 waren es für das Gesamtjahr 8,3 Milliarden €.
Der Absatz sogenannter Smartphones hat in den letzten Jahren stetig zugenommen. Dabei hat sich auch die Bedeutung des Terminus gewandelt: Während ursprünglich (2004) ein Mobiltelefon mit PDA-Funktion als Smartphone bezeichnet wurde, versteht man heute (2014) ein Mobiltelefon mit großem berührungsempfindlichem Bildschirm und Apps als Smartphone. Es wird daher noch nicht sehr lange zwischen herkömmlichen Mobiltelefonen und Smartphones unterschieden. Im Jahr 2005 wurde der Gesamtabsatz von Mobiltelefonen weltweit auf 810 Millionen geschätzt. Im Jahr 2006 wurden weltweit 64 Millionen Smartphones verkauft. Der Absatz von Smartphones würde somit im Jahr 2006 grob geschätzt 8 % des Gesamtabsatzes ausgemacht haben, zum Vergleich: 2013 waren es 55 % des weltweiten Absatzes an Mobiltelefonen. Auch die Anzahl der abgesetzten Smartphones nahm in den letzten Jahren stetig zu, 2010 waren es 300 Millionen, 2011 rund 490 Millionen und 2013 eine Milliarde.
Weltweit wurden im Jahr 2013 rund 1,8 Milliarden GSM-Telefone ausgeliefert, 1 Milliarde davon waren Smartphones. Der generierte Smartphone-Umsatz lag bei 181 Milliarden Dollar. Marktführer der Hersteller war Samsung mit einem Marktanteil von 31 %. Von sämtlichen in Betrieb befindlichen Smartphones liefen 2014 rund 1,3 Milliarden (80 %) mit dem Betriebssystem Google Android, 360 Millionen mit Apple iOS.
Im Jahre 2016 waren weltweit 7,1 Milliarden Mobiltelefone im Umlauf.

### Rohstoffsituation
2010 bestehen knapp 5 Milliarden Mobiltelefonverträge weltweit und es werden jährlich eine Milliarde Geräte hergestellt, die Haltbarkeit oder Nutzungsdauer liegt im Mittel bei drei Jahren. Ein Mobiltelefon besteht zu 56 % aus Kunststoff, zu 25 % aus Metall und zu 16 % aus Glas und Keramik, zusätzlich zu drei Prozent aus Sonstigem.

Zu den verwendeten Metallen bzw. Übergangsmetallen gehören:
- Tantal: Coltan, das Ausgangsmaterial für Tantal reicht noch 150 Jahre, aber die Produktion ist begrenzt. Es gibt momentan (2010) keinen Austauschstoff.
- Gallium: Es ist Nebenprodukt der Aluminium- und Zinkherstellung. Die Reserven sind nicht knapp.
- Indium: Pro Jahr werden 600 t raffiniert. Die Gewinnung ist an die Förderung von Zink gebunden. Für Flachbildschirme, Displays und Leuchtdioden ist es bislang unersetzlich.
- Lithium: Lithium ist kein selten vorkommendes Element (häufiger als beispielsweise Blei); seine Gewinnung ist jedoch durch die stärkere Verteilung schwierig.[118]
- Palladium: Die begrenzte Rohstoffmenge wird von der Nachfrage aus der Automobilindustrie bedrängt.
- Platin

Weitere wichtige Metalle sind Kupfer (Leiterplattenherstellung), Gold und Silber (korrosionsbeständige Kontaktoberflächen, Bond-Verbindungen) sowie Zinn und Blei (Lötverbindungen). Blei wird aufgrund von RoHS bei neuen Mobiltelefonen allerdings kaum mehr eine Rolle spielen.
Auch Beryllium ist als gut legierbarer Stoff in Leiterplatten enthalten. Antimon ist Bestandteil von bleifreien Loten und insbesondere in den Kunststoffgehäusen und der Tastatur als Flammhemmer enthalten.
Das Recycling erfordert das Trennen des Materialgemisches. In einer Tonne „Mobiltelefon“ sind immerhin 4 Gramm Platin, 340 Gramm Gold und 3500 g Silber enthalten. Deshalb gilt das Recycling verbrauchter Produkte als wichtige Rohstoffquelle, zumal 80 % der verwendeten Materialien eines Mobiltelefons wiederverwertet werden können. Dazu wäre eine spezialisierte Industrie und die komplette Rücknahme verbrauchter Mobiltelefone nötig. Für ein solches Recyclingsystem plädierte im Juni 2012 der Sachverständigenrat für Umweltfragen im Sinne der Einführung eines Pfandsystems für Mobiltelefone, wobei der Vorsitzende des Umweltrates Martin Faulstich eine Pfandhöhe zwischen 30 und 100 Euro vorschlug.
Es werden bis zu 30 Metalle und Mineralien zur Herstellung eines Mobiltelefons benötigt. Einige dieser Metalle werden vor allem in Minen abgebaut, die von sogenannten Warlords kontrolliert werden. Diese finanzieren mit den Gewinnen aus den Minen ihre Armee und somit den Bürgerkrieg, z. B. den Ostkongo-Konflikt.

### Herstellungskosten von Mobiltelefonen
Zwischen dem Endkundenpreis von Mobiltelefonen und den Herstellungskosten liegen oft erhebliche Differenzen von bis über 75 %. Selbst die Prozessoren sind durch die Massenproduktion im Einkauf für die Geräte-Hersteller oft kaum teurer als einstellige Dollarsummen, ebenso die Bildschirmanzeige und der verbaute Speicher.
So berichtete z. B. die Sendung Spiegel TV am 26. August 2012, ein damals 629 Euro teures iPhone 4 koste in der Herstellung (Bauteile und Löhne für die Montage) nur 155 Euro, exklusive noch Kosten für z. B. Lizenzen, Softwareentwicklung, Fracht, Vertrieb, Marketing, Verwaltung, Steuern und Zoll.
Einige Verbraucherseiten wie isuppli.com veröffentlichen zudem auch regelmäßig Ergebnisse über die Diskrepanz zwischen dem Wert der Hardware und den von den Herstellern verlangten Preisen. Das 2013 erschienene Telefon Galaxy S4 der Firma Samsung etwa hat demnach ca. 236 Dollar Bauteil- und Materialkosten. Dabei entfallen z. B. ca. 30 Dollar auf den Prozessor, 75 auf den Bildschirm und 16 auf die Infrarot-Gestik- und Temperatur-Sensoren. Das Smartphone erschien in Deutschland mit 16 GB Speicher für ca. 649 Euro im Einzelhandel, was ca. 836 Dollar entsprach, allerdings noch ohne den in der Auflistung aufgeführten, modernen Prozessor.

### Arbeitsbedingungen
Die Produktion von Mobiltelefonen steht auf Grund der Arbeitsbedingungen in den Herstellerbetrieben in der Kritik (siehe z. B. Foxconn).
Um die Probleme in der Herstellung von Mobiltelefonen zu beseitigen, ist eine transparente Lieferkette der Konfliktrohstoffe und der beteiligten Unternehmen notwendig. Diese kann zurzeit jedoch kaum gewährleistet werden. Mit dem Fairphone und dem Shiftphone gibt es Mobiltelefone, deren Produzenten es sich zum Ziel gesetzt haben, diese Probleme anzugehen.

## Zubehör

### Handytasche und Handyhülle

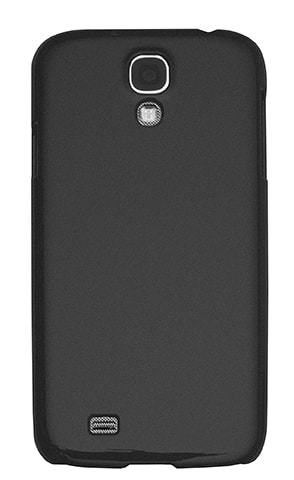
Hardcase-Smartphone-Cover aus Kunststoff

Eine Handytasche ist eine Tasche (eng. Wallet Case) zum Aufbewahren von Handys. Wie eine Hülle kann auch sie zum Schutz vor Beschädigungen wie zum Beispiel vor Stürzen, Hitze, Kälte, Feuchtigkeit usw. verwenden. Weiteres Ziel kann es sein, ein bestimmtes Design (Skins) oder Farben anzeigen zu lassen. Meist wird Kunststoff, Kunstleder oder Textilien als Material für Handytaschen verwendet. Handytaschen gibt es in Folgenden Varianten:
- Hard- und Softcase: Beide Varianten beziehen sich auf eine Abdeckung des Smartphones. Das Hardcase verwendet häufig härtere Materialien wie Plastik, während das Softcase in der Regel Silikon verwendet.
- Bumper: Dieses Zubehör liegt über dem Rahmen des Handys und dient so als eine Art Stoßstange.
- Flip-Case und Etui: Beide Varianten sind genau auf die Größe des Smartphones abgestimmt. Sie umhüllen das ganze Gerät und lassen sich wie ein Buch oder ein Portemonnaie öffnen.
- Slim-Case: Das Slim-Case schmiegt sich eng an das Handy an und besteht in der Regel aus Neopren.
- Backcover: Das Backcover konzentriert sich auf die Rückseite des Handys.
- Hybrid-Cover: Normalerweise besteht ein Hybrid-Cover aus zwei Teilen, wobei die innere Hülle aus Silikon gefertigt ist. Diese wird in das Außencover eingeklemmt. Bekannt ist das Hybrid-Cover auch als Outdoor-Hülle oder Outdoor-Cover.
- Handybeutel und Handysocken: Taschen, in denen sich die Handys hineinstecken lassen und wieder herausgenommen werden können.
- Armtaschen: Diese Taschen werden über den Oberarm gebunden. Sie sind für den Outdoor-Bereich, wie zum Beispiel für Fitness und Sport, gedacht.[129]

### Kabelloses Headset

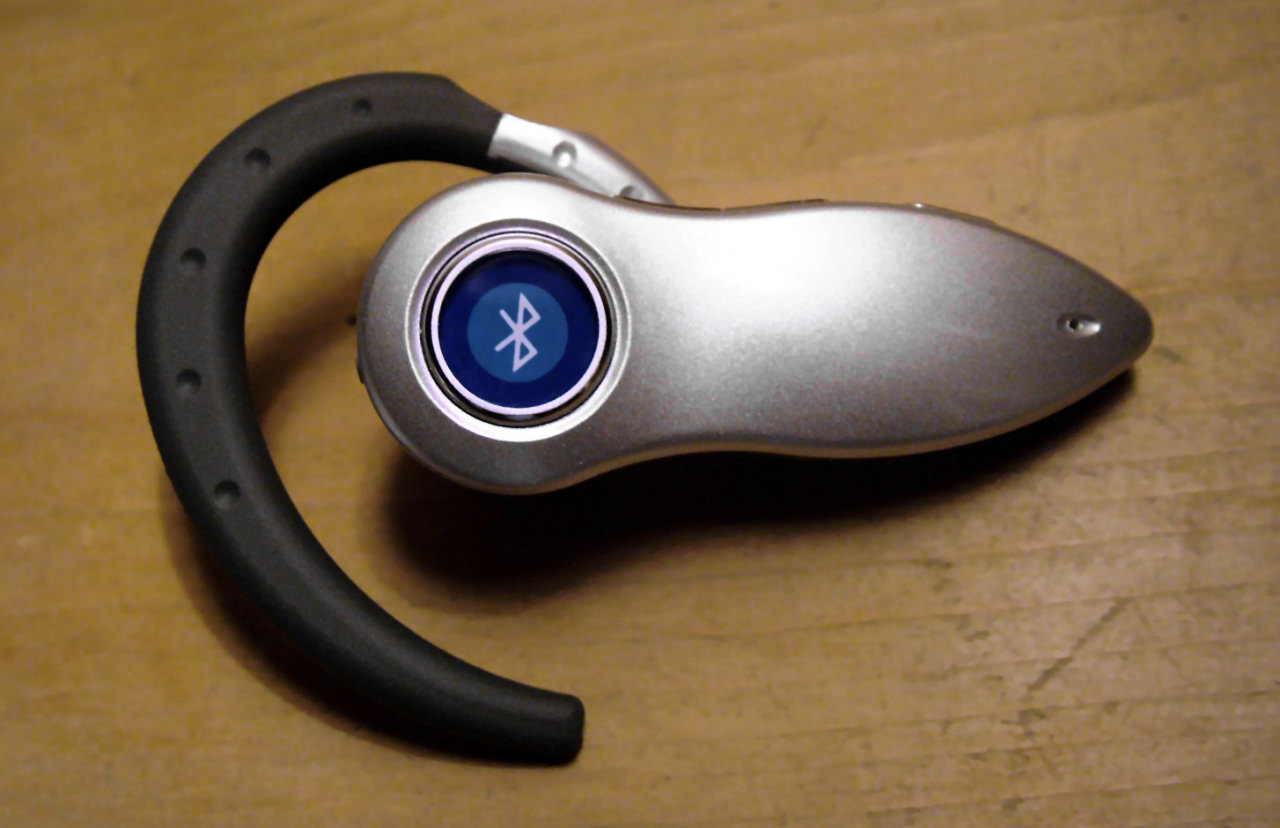
Bluetooth-Headset

Durch eine Funkverbindung, basierend auf Bluetooth, kann auf ein Kabel für das Headset verzichtet werden.

### Schutzfolie
Eine Schutzfolie ist eine Folie, die den Bildschirm vor Beschädigungen wie Rissen und Verschmutzungen (Fett, Staub usw.) schützen soll. Auch Panzerglas oder Flüssigglas kann als ein Display-Schutz verwendet werden.

### Eingabestift
Ein Eingabestift (englisch Stylus oder Touchpen) ist ein Stift, der zur Bedienung von Touchscreens verwendet wird. Durch den Eingabestift ist eine präzisere Bedienung als mit den Fingern möglich, da nur die dünne Spitze den Bildschirm berührt. Des Weiteren wird so die Verschmutzung des Bildschirms durch Fingerabdrücke verhindert.

### Halterung
Es gibt Halterungen für Fahrzeuge oder Fotografie. So kann das Handy als Radio oder Navigationssystem im Auto platziert werden. Es lassen sich Bildaufnahmen mit einem Stativ oder einem Selfie-Stick machen.

## Diebstahl

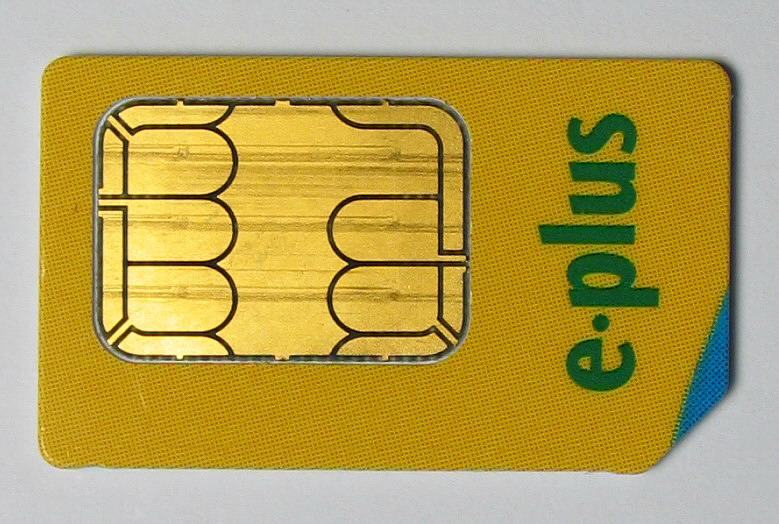
SIM-Karte

### Risiken
Mobiltelefone sind beliebte Diebstahlobjekte, wobei nicht nur eingeschaltete, angemeldete Mobiltelefone interessant sind (da der Dieb mit ihnen ohne eigene Kosten telefonieren könnte), sondern auch ausgeschaltete. Die PIN auf der SIM-Karte sichert nicht das Telefon, die SIM-Karte kann jederzeit problemlos entfernt werden. Handelt es sich um ein nicht auf einen bestimmten Netzbetreiber zugelassenes Gerät, braucht lediglich eine neue SIM-Karte eingelegt zu werden, um das Gerät zu nutzen oder auf dem grauen Markt als vollwertig anbieten zu können. Um das zu verhindern, empfiehlt sich das Sichern des Gerätes zum Beispiel durch einen sogenannten Sperrcode oder auch Sicherheitscode. Gemäß seiner jeweiligen Einstellung wird das Gerät dann nach einer bestimmten Inaktivitätszeit oder nach dem Ausschalten deaktiviert und ist nur mit Hilfe des Codes wieder zu aktivieren.
Es gibt inzwischen weitere Formen des Diebstahlsschutzes. Bei Samsung kann mit uTrack nach Diebstahl oder Verlust des Mobiltelefons, wenn ein Dieb oder Finder eine andere SIM-Karte einlegt, eine SMS mit der „neuen“ Nummer der eingelegten SIM-Karte an eine vorher eingegebene Telefonnummer gesendet werden. Google bietet eine weitgehend vollständige Sicherung der Daten in der Cloud, eine Ortung des Mobiltelefons und im Notfall auch eine Sperrung bis hin zur ferngesteuerten Löschung der Daten an. So kann dann der rechtmäßige Eigentümer selbst die GSM-Ortung durchführen.
Bei Diebstahl eines Handys (mit Karte) empfiehlt sich also zweierlei:
1. Beantragung der Sperrung der Nummer (abhängig von der SIM-Karte: Angabe der eigenen Nummer und eines evtl. vereinbarten Passwortes)
2. Registrierung des gesamten Gerätes über die Angabe der geräteabhängigen IMEI-Nummer (oft auf dem Kaufvertrag oder der Originalverpackung angegeben. Die IMEI-Nummer steht auf dem Typenschild und kann auch durch Eingabe von *#06# angezeigt werden). Trotz der vorhandenen technischen Möglichkeit sperren jedoch nur wenige Netzanbieter Geräte anhand der IMEI-Nummer. Auch die Strafanzeige bei der Polizei verspricht aufgrund der Vielzahl der Fälle inzwischen wenig Aussicht auf Erfolg.

Eine einfache Lösung zum Schutz vor Verlust ist die Verwendung eines zweiten, sehr kleinen, batteriebetriebenen Funkgeräts geringer Sendeleistung (1 mW), das gefahrlos ohne Belastung durch Strahlen und ohne jede Bedienung ein akustisches Signal abgibt, wenn der Träger des Mobiltelefons dieses liegen lässt und sich entfernt. Derartige Geräte verwenden üblicherweise Bluetooth.

### Versicherung
Gegen den Verlust und die Beschädigung eines Mobiltelefons werden Handyversicherungen angeboten. Die Versicherungsbedingungen unterscheiden sich mitunter jedoch erheblich; Diebstahl, Schäden durch Sturz und Feuchtigkeit können enthalten sein. Wird das Mobiltelefon zuhause gestohlen, kann die Hausratversicherung Kosten des Gerätes in bestimmten Fällen ersetzen. Aber auch hier müssen verschiedene Bedingungen erfüllt sein. So kommt die Hausratversicherung nur für den Diebstahl auf, wenn durch Einbruchsspuren an Fenstern oder Türen ein gewaltsames Eindringen von außen nachgewiesen wird.
Von den meisten dieser Versicherungspolicen wird abgeraten, da sie meist teuer sind bezogen auf den gebotenen Versicherungsumfang. Darüber hinaus können Besitzer einer Handyversicherung bei einem Diebstahl nur äußerst selten auf eine Kostenerstattung des Versicherers hoffen. Darauf weisen die für Versicherungen zuständigen Marktwächter der Verbraucherzentrale Hamburg hin. Grund sind die hohen Anforderungen der Versicherer daran, wie Verbraucher ihr Handy bei sich tragen müssen. Eine für Deutschland repräsentative Forsa-Umfrage im Auftrag des Marktwächters Finanzen hat ergeben, dass 77 Prozent aller befragten Handybesitzer ihr Mobiltelefon im öffentlichen Raum so verwahren, dass die Versicherung bei Diebstahl nicht zahlen müsste.

## SIM-Lock und Netlock
SIM-Lock und Netlock sind Verfahren, mit dem Mobiltelefone an eine SIM-Karte, einen Netzbetreiber oder an eine bestimmte Vertragsform gebunden werden. Ein mit SIM-Lock versehenes Mobiltelefon ist nur mit der beim Kauf des Telefons mitgelieferten SIM-Karte verwendbar. Das Mobiltelefon kann somit mit keiner anderen SIM-Karte, auch nicht mit einer SIM-Karte desselben Netzbetreibers, betrieben werden.
War SIM-Lock in Deutschland vor allem bei Prepaid-Paketen üblich, werden mittlerweile immer häufiger auch subventionierte Mobiltelefone mit Vertragsbindung gesperrt, dann allerdings mit dem kundenfreundlicheren Netlock. Ein mit Netlock gesperrtes Telefon kann zumindest mit anderen SIM-Karten desselben Netzbetreibers benutzt werden.
Umgangssprachlich wird auch bei Netlock jeweils von Simlock gesprochen. In der Schweiz werden vom Betreiber als „SIM-Lock-geschützt“ bezeichnete Geräte nur mit einem Netlock versehen; andere SIM-Karten desselben Netzbetreibers funktionieren darin auch.
Der Paketanbieter beabsichtigt mit der ganzen oder teilweisen Sperrung des subventionierten Mobiltelefons, dass der Kunde nicht bei der Konkurrenz „fremdtelefoniert“. Nur so kann er sicherstellen, dass sich die Subventionen bei den Gerätekosten durch Gesprächseinnahmen wieder ausgleichen.
Üblicherweise kann der SIM-Lock und der Netlock nach Ablauf von zwei Jahren kostenlos oder innerhalb dieser Frist gegen Zahlung einer Gebühr um 100 Euro deaktiviert werden. Die Entsperrung erfolgt in der Regel durch den Benutzer selbst mittels Unlock-Code.
Daneben existieren im World Wide Web Anleitungen und Software zum selbständigen Entfernen von SIM- und Netzsperren. Oft wird ein ein- oder kleiner zweistelliger Betrag dafür verlangt. Mit zunehmender Implementierung von verbesserten Sicherheitsmechanismen in den Mobilfunkgeräten wird für die Entfernung des SIM-Locks oft spezielles Equipment benötigt.
Auch mit dünnen Zwischenkarten kann ein SIM- oder NET-Lock umgangen werden; so wird das Gerät unangetastet gelassen und man kann es dennoch mit Fremd(netz)-SIM-Karten nutzen, weil die Zwischenkarten die Netz-/Betreiberkennungen der eingelegten SIM-Karte zur Laufzeit manipulieren.
In manchen EU-Ländern ist das eigenmächtige Entsperren illegal. In Österreich ist das Entsperren in Handy-Läden für fünf bis zehn Euro möglich und erlaubt.

## Mobiltelefontarife
Für die Nutzung bestimmter Dienstleistungen im Mobilfunk fallen Gebühren an, die vom Anbieter („Provider“) geschaffene Kostenregelung für diese bezeichnet man als „Mobiltelefontarif“. Unterschiede bei Mobiltelefontarifen gibt es hauptsächlich in der Art der kostenpflichtigen Leistungen, den Preisen und der Abrechnungsart. Siehe auch Roaming für Nutzung der Mobilfunknetze im Ausland.

### Kostenpflichtige Leistungen
Das Verschicken von Kurzmitteilungen und das Telefonieren sowie alle anderen Dienste, bei denen Daten über das Mobilfunknetz versandt werden, werden in der Regel in Rechnung gestellt. Ausnahmen bilden meistens die Abfrage des Kontostandes, oft – aber nicht immer – auch das Abrufen der Mobilbox.

### Preise
Der Preis orientiert sich im Allgemeinen an der Art (und Dauer) der Leistung und den verwendeten Netzen, gelegentlich auch der Tageszeit/dem Wochentag.
- Art der Leistung:

1. Anrufe: Preis von der Dauer/Taktung (Abrechnung pro Sekunde, Minute usw.) abhängig.
2. Text-/und Datensendungen (SMS, MMS usw.): Preis von Größe abhängig, aber nicht unbedingt proportional ansteigend (d. h. eine MMS fasst ein Vielfaches an Daten als eine SMS, ist aber nicht um den gleichen Faktor teurer)

- Verwendete Netze: Generell sind Gespräche im Netz des eigenen Anbieters günstiger als jene von Fremdanbietern oder ins Festnetz; Auslandsgespräche sind generell teurer als Inlandtelefonate.
- Tageszeit/Wochentag: Abends und nachts sind die Leistungen meist günstiger als am Tage, feiertags sind die Kosten geringer als werktags.

### Abrechnungsart
Es werden zwei Hauptarten der Abrechnung unterschieden:
- Beim Postpaid, umgangssprachlich häufig auch „Mobiltelefonvertrag“ genannt, werden die Kosten für die Leistungen nachträglich im Rahmen einer festen Vertragsbindung einbezogen (die Mindestvertragsdauer beträgt im Normalfall zwischen 18 und 24 Monate). Oft enthalten sind Grundgebühren und Mindestumsätze. Allerdings existieren auch Postpaid-Anbieter ohne zeitliche Vertragsbindung. Auch erhältlich sind Spezialtarife mit pauschaler Abrechnung, die oft werbewirksam als Flatrates bezeichnet werden.
- Beim Prepaid wird jede Leistung direkt von einem aufladbaren Guthabenkonto abgebucht, Grundgebühren und Mindestumsätze kommen in Ausnahmefällen vor.[134] Im Idealfall befindet sich das Guthaben auf der SIM-Karte; wenn diese erschöpft ist, können außer Notrufnummern keine anderen Teilnehmer angerufen werden. Zunehmend stellen die Provider auf Tarife um, die ein Aufladen des Guthabens per Abbuchung vom Konto des Kunden erlauben.[134] Zeitweise war durch die AGB oder durch Zustimmung des Kunden hierzu ein mehrfaches automatisches Abbuchen ohne weitere Rückfrage ermöglicht.[135] Mittlerweile haben Gerichtsurteile dies als überraschende Klausel abgelehnt und auf das maximal einmalige automatische Abbuchen eines Festbetrags beschränkt.[136]

## Netzbetreiber
Im deutschen Sprachraum sowie in Ländern mit größeren deutschsprachigen Bevölkerungsteilen sind verschiedene Netzbetreiber vertreten:

### Deutschland
Netzbetreiber in Deutschland sind:
- Deutsche Telekom,

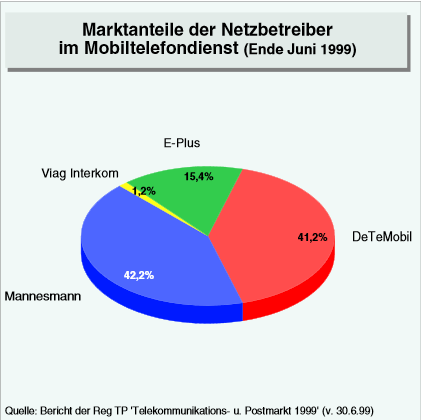
Marktanteile der GSM-Mobilfunkbetreiber in Deutschland 1999

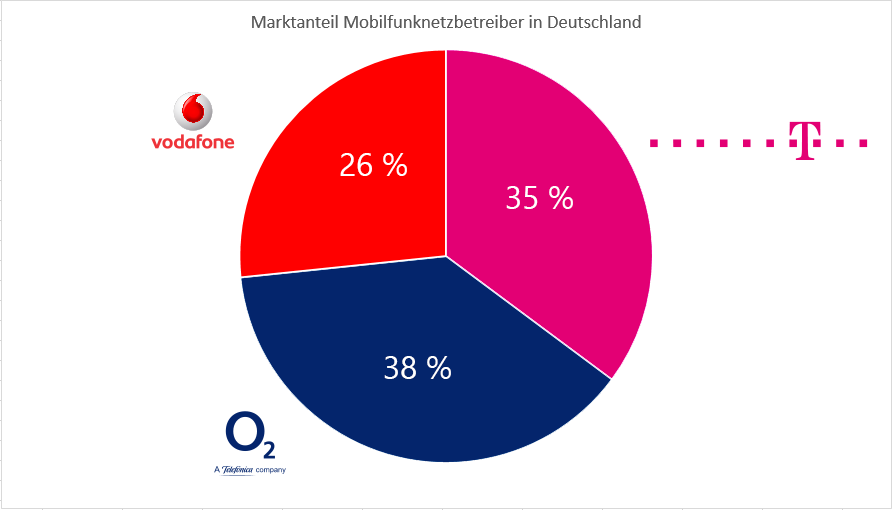
Marktanteile der Mobilfunknetzbetreiber in Deutschland 2015

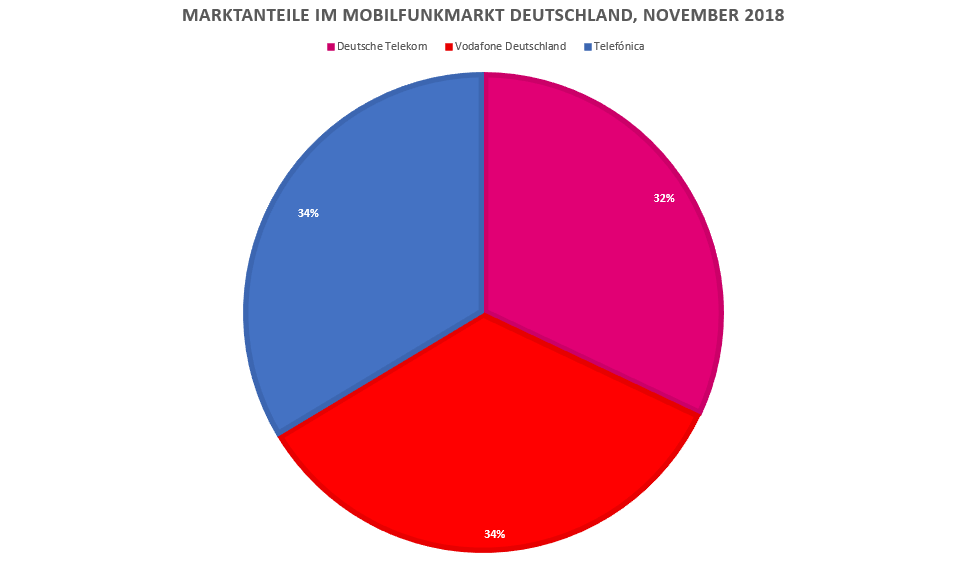
Marktanteile* der drei Mobilfunknetzbetreiber in Deutschland (Stand: November 2018)

- Vodafone (durch Aufkauf von Mannesmann Mobilfunk),
- Telefónica (O2).
- 1&1

Daneben gibt es
- Mobile Virtual Network Enabler (MVNEs), welche auf den Netzen der Netzanbieter aufbauend technische Grunddienste und Infrastruktur bieten für
- „virtuelle Netzbetreiber“ (Mobile Virtual Network Operators, MVNOs), die Endkunden Mobilfunkleistungen verkaufen, ohne eigene Netze zu betreiben. Ein virtueller Netzbetreiber kann sich auf ein Basisnetz beschränken (häufig als Tochterfirma oder Vertriebsmarke eines Netzbetreibers) oder als sogenannte unabhängige Mobiltelefonkette agieren und mehrere/alle Basisnetze verwenden/dem Kunden anbieten.
Insbesondere in England, Deutschland und in der Schweiz sind Vertreter dieser Gattung zu finden.

Durch die Möglichkeit der Rufnummernmitnahme (Portierung) kann der verwendete (evtl. virtuelle) Netzbetreiber nicht mehr aus der Vorwahl abgeleitet werden.
Auf Druck von Verbraucherschützern und geschädigten Mobilfunknutzern bieten die Anbieter Tarife (Postpaid) an, die eine Kostenbegrenzung enthalten. Außerdem können Anrufziele blockiert werden, sowie eine Sperrung für Mehrwertnummern eingerichtet werden (in Deutschland: 0190-, 0900-, 0137-, 0138-Nummern und 118er-Auskunftsdienste). Weitere Schutzmöglichkeiten bieten unter anderem die Sperrung von Auslandstelefonaten, Premium-SMS, MMS-Dienste, GPRS-Dienste, WAP-Gateway, M-pay und Voucher-Aufladungen.

### Österreich
Die Mobilfunk Infrastruktur von Österreich wird durch folgende Anbietern bereitgestellt:
- A1 Telekom Austria (Eigentümer: Telekom Austria, seit Juli 2006 auch mit Billigmarke bob)
- Magenta Telekom (Eigentümer: Deutsche Telekom (seit 2006 Tochter von T-Mobile))
- 3 (CK Hutchison Holdings) (Übernahme von Orange (bis 20. September 2008 One) durch Drei am 3. Januar 2013)

Darüber hinaus treten auch Mobilfunkanbieter auf dem österreichischen Markt als Virtuelle Anbieter, sogenannte MVNOs, auf.

### Schweiz
Folgende Unternehmen sind GSM-Konzessionäre:
- Salt Mobile – Salt SA/AG, Lausanne
- Sunrise Communications – Sunrise Communications AG, Zürich
- Swisscom – Swisscom (Schweiz) AG, Bern

### Belgien
- BASE, Mobistar, Proximus

### Luxemburg
- Post Luxembourg (früher: LuxGSM), Orange (früher: Voxmobile), Tango

## Softwarebezogene Gefahren
Wie alle Geräte mit integriertem Computer ist auch ein Mobilfunktelefon nicht frei von Softwarefehlern. Bislang sind einige wenige Handyviren für auf Symbian basierende Geräte bekannt. Viren, die in der Lage sind, Mobiltelefone lahmzulegen, basieren meist auf Softwarefehlern. Gefahren bestehen vor allem in Form von Schadprogrammen, die sich in Dienstemitteilungen unter falschen Namen ausgeben oder durch das sogenannte Bluejacking, das Fehler in der Bluetooth-Implementierung ausnutzt. Es empfiehlt sich, Bluetooth nur bei Bedarf einzuschalten oder sich zumindest für andere unsichtbar zu machen. Unerwartete Bluetooth-Nachrichten sollten abgewiesen werden.

## Diskussionen zu Gesundheitsgefahren
Da Mobiltelefone aktiv elektromagnetische Wellen aussenden, sind die Auswirkungen dieser Wellen im Rahmen der elektromagnetischen Umweltverträglichkeit zu prüfen. Es gibt Menschen, die beim Telefonieren subjektiv unterschiedliche Symptome wahrnehmen (von Wärme bis hin zu leichtem Druck oder Kopfschmerzen). Unklar ist, ob die Symptome vom mechanischen Anlegen des Hörers, und der deshalb lokal verringerten Kühlung der Hautoberfläche, dem Nocebo-Effekt oder objektiv von der elektromagnetischen Beaufschlagung des Gewebes verursacht werden. In verblindeten Experimenten konnte die Wahrnehmung von durch Mobiltelefonen ausgelösten Symptomen nicht bestätigt werden. Auch im Akku eines Mobiltelefons entsteht beim Betrieb Wärme, die sich gegebenenfalls durch Wärmeleitung auf das Gewebe überträgt.

### Studien zur möglichen Krebsentstehung
Ein möglicher Einfluss von Mobilfunkstrahlung auf die Entstehung von Krebs ist Gegenstand intensiver Untersuchungen. Auf Basis älterer Studien mit begrenzter Aussagekraft stufte die Internationale Agentur für Krebsforschung (IARC) Handystrahlung als „möglicherweise krebserregend“ ein.
Viele weitere epidemiologische Studien mit längerem Beobachtungszeitraum sahen dagegen kein erhöhtes Krebsrisiko durch die Nutzung von Mobiltelefonen. Auch eine umfassende Auswertung verschiedener Studien kommt zu dem Schluss, dass Mobiltelefone nicht mit Krebserkrankungen im Kopfbereich in Zusammenhang stehen. Selbst wenn Betroffene seit über zehn Jahren von ihrem Mobiltelefon Gebrauch machen oder es täglich stark benutzten, konnte kein erhöhtes Krebsrisiko nachgewiesen werden. Das Leben in der Nähe von Rundfunkantennen und Mobilfunksendemasten erhöht ebenfalls nicht die Wahrscheinlichkeit, an Krebs zu erkranken.

### Sonstige diskutierte Auswirkungen

#### Ionisierung
Die Trägerfrequenzen von 900 MHz und 1800/1900 MHz liegen weit unterhalb der Frequenzen, bei denen es zu einer Ionisation von Molekülen kommen kann. Dazu kann es – wie beim photoelektrischen Effekt – erst bei etwa millionenfach höheren Frequenzen von mindestens 800 THz = 800.000.000 MHz kommen. Schädigungen ähnlich jenen durch UV-Strahlung oder Radioaktivität (Sonnenbrand, Krebs) durch Ionisierung können deshalb ausgeschlossen werden.

#### Auswirkungen auf die Blut-Hirn-Schranke
In wissenschaftlichen Studien seit Beginn der 1990er Jahre, insbesondere aus dem Arbeitskreis des schwedischen Neurochirurgen Leif G. Salford an der Universität Lund, wurden Ergebnisse erzielt, die eine Öffnung der Blut-Hirn-Schranke im nicht-thermischen Bereich, nach der Exposition mit GSM-Frequenzen beschreiben. Andere Arbeitsgruppen können die Ergebnisse von Salford nicht bestätigen. Auch wird von anderen Arbeitskreisen insbesondere die angewandte Methodik in Frage gestellt.

#### Herzschrittmacher
Die Studie „Schutz von Personen mit Implantaten und Körperhilfen in elektromagnetischen Feldern des Mobilfunks, UMTS, DECT, Powerline und Induktionsfunkanlagen“ im Auftrag des damaligen deutschen Bundesministeriums für Wirtschaft und Arbeit aus dem Jahre 2005 kam zu dem Ergebnis, dass die Störung eines Herzschrittmachers durch 0,9 GHz- und 1,8 GHz-GSM-Mobilfunkstationen sowie 2,1 GHz-UMTS-Mobilfunkstationen bei Einhaltung der Referenzgrenzwerte ausgeschlossen werden kann. Funkwellenexpositionen von Mobiltelefonen sowohl im 1,8 GHz-GSM-Bereich und UMTS-Frequenzbereich (2,1 GHz-Frequenzband) verursachen keine Störungen bei Herzschrittmachern. Selbes gilt auch für den Betrieb von GSM-Telefonen im 0,9 GHz-Band, wenn sie zum Telefonieren an den Kopf gehalten werden. Wurden bei der Studie GSM-Telefone, die im 0,9 GHz-Band senden, in einem Abstand von 5,5 cm zum Herzschrittmacher vor die Brust gehalten, so traten bei 7 % der Herzschrittmacher Störungen auf. Dabei handelte es sich ausschließlich um Herzschrittmacher älteren Datums.

#### Fruchtbarkeit
Weiterhin wird vermutet, die Strahlung der Mobiltelefone könne, wenn sie in der Hosentasche oder am Gürtel getragen werden, Männer unfruchtbar machen, da Spermien durch die Strahlung bewegungsunfähig werden könnten. Die Messungen beruhen jedoch teilweise nur auf ungenauen, unwissenschaftlichen Methoden, teilweise aber auch auf divergierenden Untersuchungen mehrerer Universitäten, die aber je nach Studien-Design zu unterschiedlichen Ergebnissen kommen und häufig zweifelhaft sind.

### Empfehlungen des Bundesamts für Strahlenschutz
Das Bundesamt für Strahlenschutz (BfS) hält „nach dem derzeitigen wissenschaftlichen Kenntnisstand […] die international festgelegten Höchstwerte [für ausreichend], um vor nachgewiesenen Gesundheitsrisiken zu schützen.“ Zum Schutz vor „Unsicherheiten in der Risikobewertung“ empfiehlt es trotzdem die Exposition durch elektromagnetische Felder vorsorglich gering zu halten. Es empfiehlt die Nutzung von Headsets, SMS, Mobiltelefone mit geringen SAR-Werten, Festnetz-Telefonie, kurze Telefonate und das Vermeiden von Gesprächen mit schlechtem Empfang. Im Jahr 2008 sprach es sich „gegen die Vermarktung von Kinderhandys aus, selbst wenn diese durch den Blauen Engel gekennzeichnet sind.“ Diese Empfehlung findet sich allerdings nicht mehr auf der Website des BfS.

### Urteil des Gerichts in Ivrea
Am 30. März 2017 erging im italienischen Ivrea der Beschluss eines Arbeitsgerichtes unter Vorsitz von Dr. Luca Fadda, in dem erstmals eine Tumorerkrankung (Akustikusneurinom) als Folge häufigen beruflichen Mobiltelefontelefonierens als Berufskrankheit anerkannt wurde. Geklagt hatte der 57-jährige Roberto Romeo, der als Angestellter der Telecom Italia dienstlich 15 Jahre lang regelmäßig mit einem Mobiltelefon telefonierte. Es handelt sich hier um ein Urteil einer untersten arbeitsgerichtlichen Instanz in Italien.